# Groupe PSA
Pour les articles homonymes, voir PSA.
Le Groupe PSA est un ancien constructeur automobile français fondé en 1966 en tant que holding du groupe Peugeot et ayant intégré plusieurs marques européennes, dont Citroën en 1974 et Opel-Vauxhall en 2017. Le 16 janvier 2021, groupe PSA disparaît lors de sa fusion avec Fiat Chrysler, le nouvel ensemble s'appelant Stellantis,.
La raison sociale de l'entreprise a évolué au cours de son existence. À sa création, en 1966, PSA est le sigle de Peugeot Société Anonyme. En 1976, avec le rachat de Citroën, le nom devient PSA Peugeot Citroën, puis, en 2016, il est abrégé en Groupe PSA. Outre Peugeot, Citroën et Opel-Vauxhall, il a intégré plusieurs marques sous lesquelles il a vendu de nombreux véhicules, dont notamment Talbot (1978 à 1986), DS (à partir de 2014), Ambassador (à partir de 2017). Il a aussi hérité d'autres marques qu'il n'a pas développées (Panhard, Simca, Sunbeam, etc.).
Acteur industriel majeur dans la construction automobile mondiale, le Groupe PSA vend à la fin des années 2010 — c'est-à-dire juste avant sa disparition pour former Stellantis — près de 4 millions de véhicules, emploie plus de 200 000 personnes dans le monde et réalise un chiffre d'affaires de plus de 70 milliards d'euros. Plus des 3/4 des véhicules sont vendus en Europe, où le groupe est régulièrement leader de plusieurs marchés nationaux (France notamment). En Chine, il est par contre un acteur marginal alors que dans d'autres pays, des partenariats ponctuels lui permettent d'exploiter les opportunités.

## Histoire

### Fondation de PSA
PSA (Peugeot Société Anonyme) est fondé en 1966 à Sochaux. Il s'agit en fait d'un transfert juridique de la Société des Automobiles Peugeot qui devient PSA.

### Rachat de Citroën
La naissance de PSA Peugeot Citroën intervient en avril 1976 à la suite de l'absorption de Citroën SA par Peugeot SA en décembre 1974 à la demande du gouvernement français, car Citroën est en faillite et au bord du dépôt de bilan.
Peugeot supprime les projets Citroën non rentables et un premier modèle standardisé apparaît, la Citroën LN, qui reprend la carrosserie du coupé Peugeot 104 et le moteur de l'Ami 6.

### Rachat de Chrysler Europe
Ayant réalisé de bons résultats depuis 1976 grâce à des finances soigneusement gérées, le groupe PSA Peugeot Citroën annonce le 10 août 1978 le rachat de Chrysler Europe (4,5 % du marché européen avec Simca en France, Rootes en Grande-Bretagne et Barreiros en Espagne) pour 230 millions de dollars (1 milliard de Franc français), devenant le no 1 européen et no 4 mondial derrière General Motors, Ford et Toyota. La cession comprend aussi le contrat de fournitures de pièces détachées à Iran Khodro pour y assembler la Paykan, puis ultérieurement d'autres véhicules Peugeot. Sur le plan du capital, Chrysler se voit offrir 14,4 % de Peugeot SA, et devient le deuxième actionnaire de référence tandis que la famille Peugeot rétrograde de 49 % à 37 %. Dans le contexte politique de l'époque avec une possible victoire de la Gauche aux élections législatives, l'allié américain complique une éventuelle nationalisation, alors que Chrysler se décharge de ses filiales européennes.
En juillet 1979, Chrysler Europe prend le nom de Talbot, qui avait été racheté par Simca dans les années 1950. Trois marques composent alors le groupe français PSA : Peugeot, Citroën et Talbot. La renaissance de Talbot est difficile : elle tombe au moment du deuxième choc pétrolier et la marque n'a pas de petit modèle à vendre, segment où se fait la croissance du marché. Jean-Paul Parayre fusionne alors les réseaux Peugeot et Talbot en France à l'automne 1980.
Les affaires ne marchent pas beaucoup mieux pour Citroën et Peugeot confrontés au vieillissement de leurs modèles. De plus, en mai 1982, les usines d'Aulnay et de Poissy connaissent des grèves dures. Sur place, les syndicalistes de la CGT se battent contre ceux du syndicat maison, la CSL.
Cette époque coïncide en outre avec l'arrivée chez Citroën, en 1980, de Georges Falconnet à la direction commerciale, et avec lui d'une collaboration suivie avec Jacques Séguéla.
La petite Talbot Samba est lancée en 1981, mais comme les autres modèles Talbot, ses ventes subiront une baisse régulière. À la mi-juillet 1983, Peugeot-Talbot annonce 7 371 suppressions d'emplois, soit 9 % des effectifs du groupe. Le 27 juillet 1983, Jacques Delors déclare : « Une meilleure structure financière permettrait à Peugeot de régler ses problèmes sociaux de manière moins brutale ».

### Présidence de Jacques Calvet

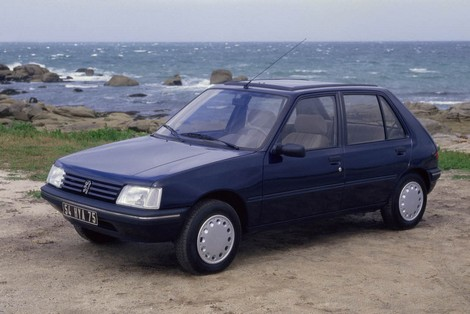
La Peugeot 205, succès européen de PSA

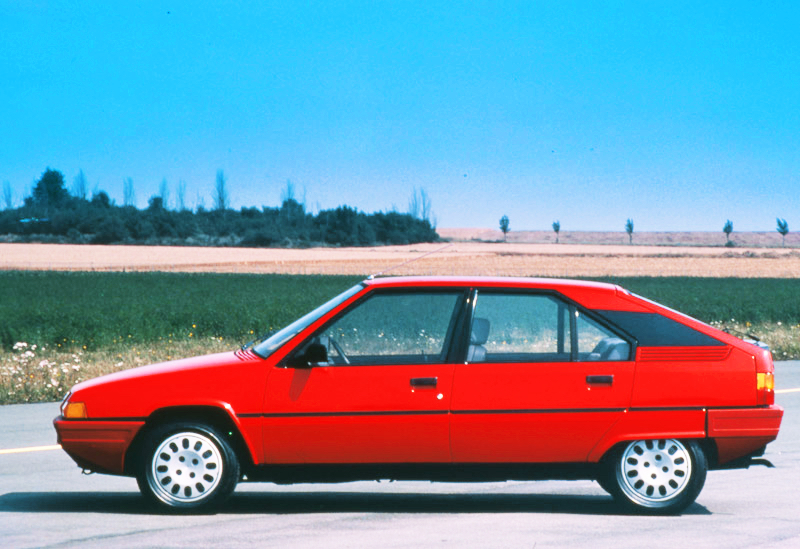
La Citroën BX, elle sauvera Citroën de la faillite dans les années 1980. Pour marquer son lancement, elle sera présentée sous la tour Eiffel à Paris.

Alors, la famille Peugeot fait appel aux services de l'énarque Jacques Calvet qui est nommé président du directoire. Emblématique et médiatisé, il dirige le groupe durant 13 ans, de 1984 à 1997, en le restructurant profondément pour en assurer le sauvetage. La banque d'organes communs aux deux marques lancée par Jean-Paul Parayre est développée méthodiquement, engendrant de grosses économies dans les coûts de revient pour maintenir des prix de ventes compétitifs face à la concurrence.
PSA va alors développer une synergie entre ses marques et développer des projets sur les mêmes bases pour limiter les coûts de production. Grâce aux modèles Citroën BX et Peugeot 205, les deux marques se redressent tandis que Talbot disparaît en France en 1986. La plateforme de la Citroën ZX est reprise par la Peugeot 306, puis par la Citroën Xsara, le Citroën Xsara Picasso et en partie par le premier Citroën Berlingo / Peugeot Partner.
Si Jacques Calvet, dans toute sa communication, conférences de presse, discours, etc., met toujours en avant les deux marques sans jamais privilégier l'une par rapport à l'autre, c'est moins le cas pour les produits. Certains lui reprocheront d'avoir banalisé les modèles Citroën dans les années 1990.

### Présidence de Jean-Martin Folz

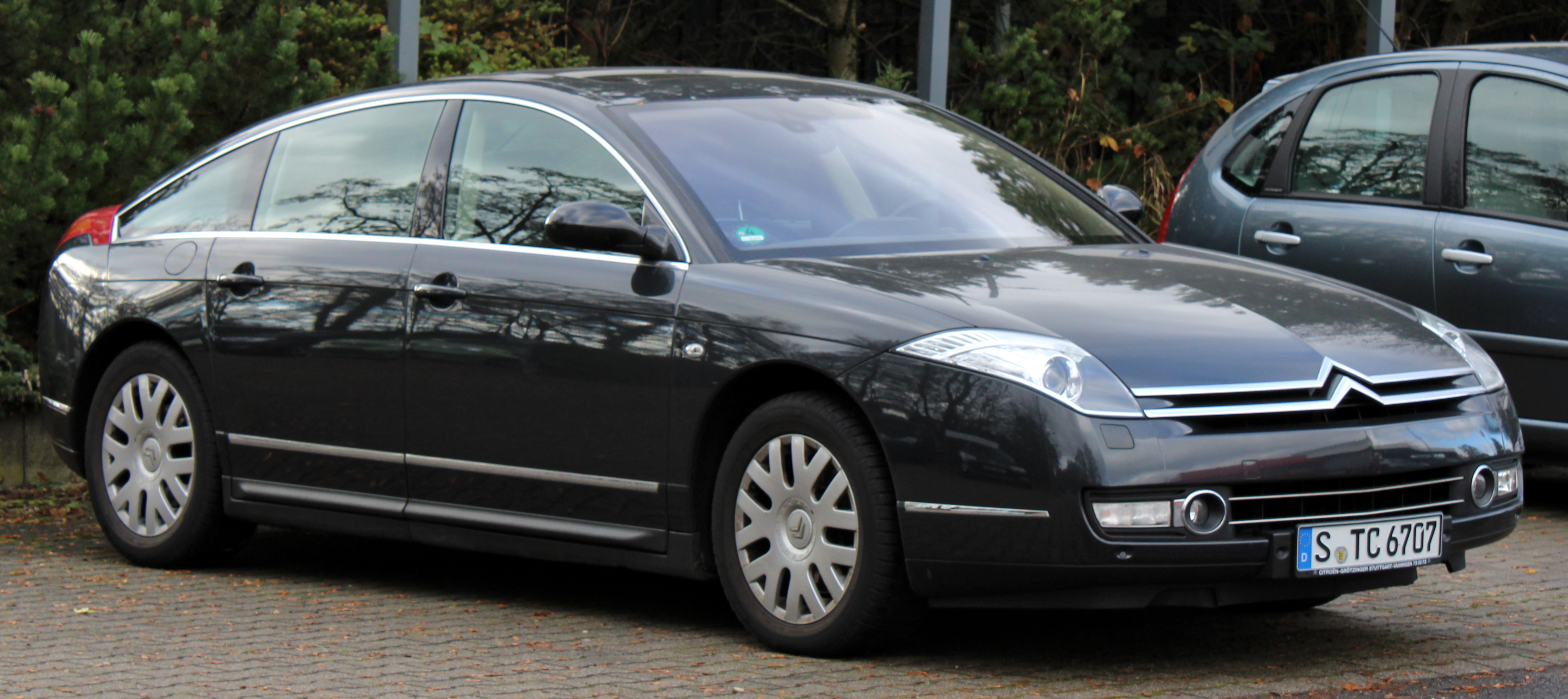
La Citroën C6, véhicule de la présidence française

Jean-Martin Folz succède à Jacques Calvet en 1997.
Après deux ans passés à étudier le groupe et la concurrence au sein de la Direction de la Stratégie, Jean-Martin Folz lance dès son accession à la présidence une politique de plates-formes destinée à structurer tant la communauté de composants entre les véhicules du groupe que son organisation technique et industrielle. Il fait adopter le pilotage par projet des nouveaux développements de véhicules et d’organes mécaniques et fusionne tout l’« amont technico-industriel » (production, études et méthodes) pour ne laisser aux deux marques du groupe que leur structure commerciale, marketing et communication. Il regroupe donc les fabrications des modèles Citroën et Peugeot dans les mêmes usines et renforce le groupe à l'étranger dans les pays à forte croissance (Brésil et Chine).
Pour réduire les coûts de recherche et de production, PSA mène depuis plusieurs années des coopérations ciblées avec d'autres constructeurs, les plus anciennes sont avec Renault (mécanique) depuis 1966 et Fiat avec les filiales Sevel (utilitaires légers Citroën C25 - Peugeot J5) depuis 1978. De nouvelles alliances sont nouées avec Ford (tous les moteurs diesel), Toyota (petite voiture d'entrée de gamme), BMW (moteurs essence) et Mitsubishi (SUV).
Le groupe connaît une nouvelle forte croissance jusqu'à 2003, notamment grâce au succès de la Peugeot 206, Citroën Xsara Picasso, Peugeot 307, aux gammes de moteurs diesel et à la politique de coopération.
L'année 2004 fut, selon les deux directeurs généraux de Peugeot et de Citroën, pour les deux marques du groupe, « convenable » mais contrastée. En Europe, où le groupe avait un important programme de lancement de nouvelles voitures, le phénomène de guerre des prix s'est amplifié, tandis qu'en Chine, la croissance est décevante, le marché étant saturé en constructeurs[réf. nécessaire].
Malgré le lancement en 2005 de la 1007 et du duo Peugeot 107 - Citroën C1, premiers véhicules produits en coopération avec Toyota à Kolin (République tchèque), les ventes continuent à stagner et les résultats à baisser. Au premier semestre 2006, ces derniers subissent une baisse de plus de moitié, ce qui contraint Jean-Martin Folz à annoncer un plan d'économies.
En 2006, les ventes mondiales du groupe, à 3 365 900 (dont 68,22 % en Europe, 13,8 % de part de marché), ont baissé de 0,7 %, dont 1 959 800 (dont 62,50 % en Europe, 7,4 % de part de marché) pour Peugeot (+1,8 %) et 1 406 100 (dont 76,19 % en Europe, 6,4 % de part de marché) pour Citroën (+0,8 %). Folz annonce son départ. Christian Streiff est choisi fin 2006 et lui succède début 2007.

### Présidence de Christian Streiff

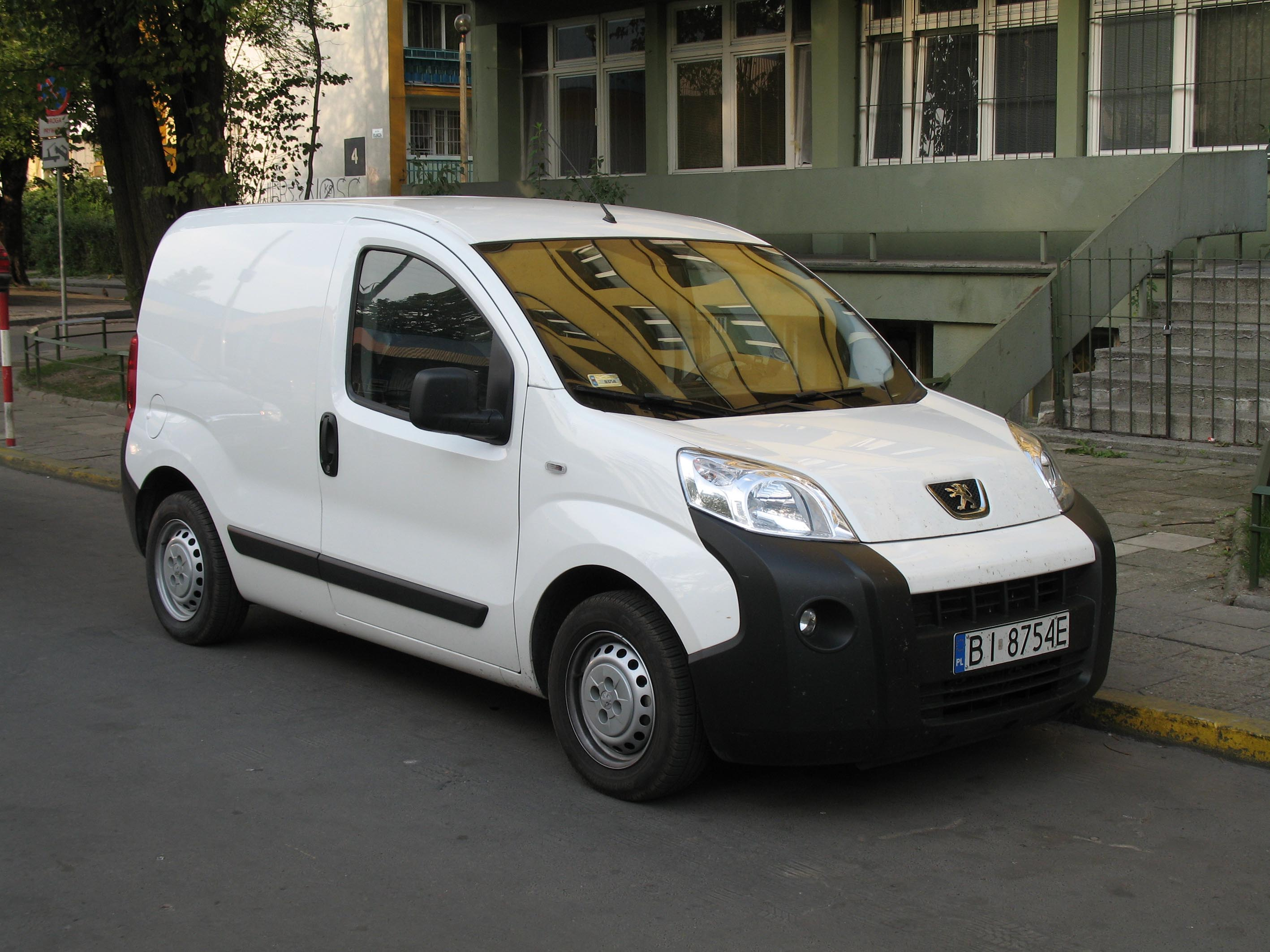
La Peugeot Bipper, utilitaire de l'année 2008

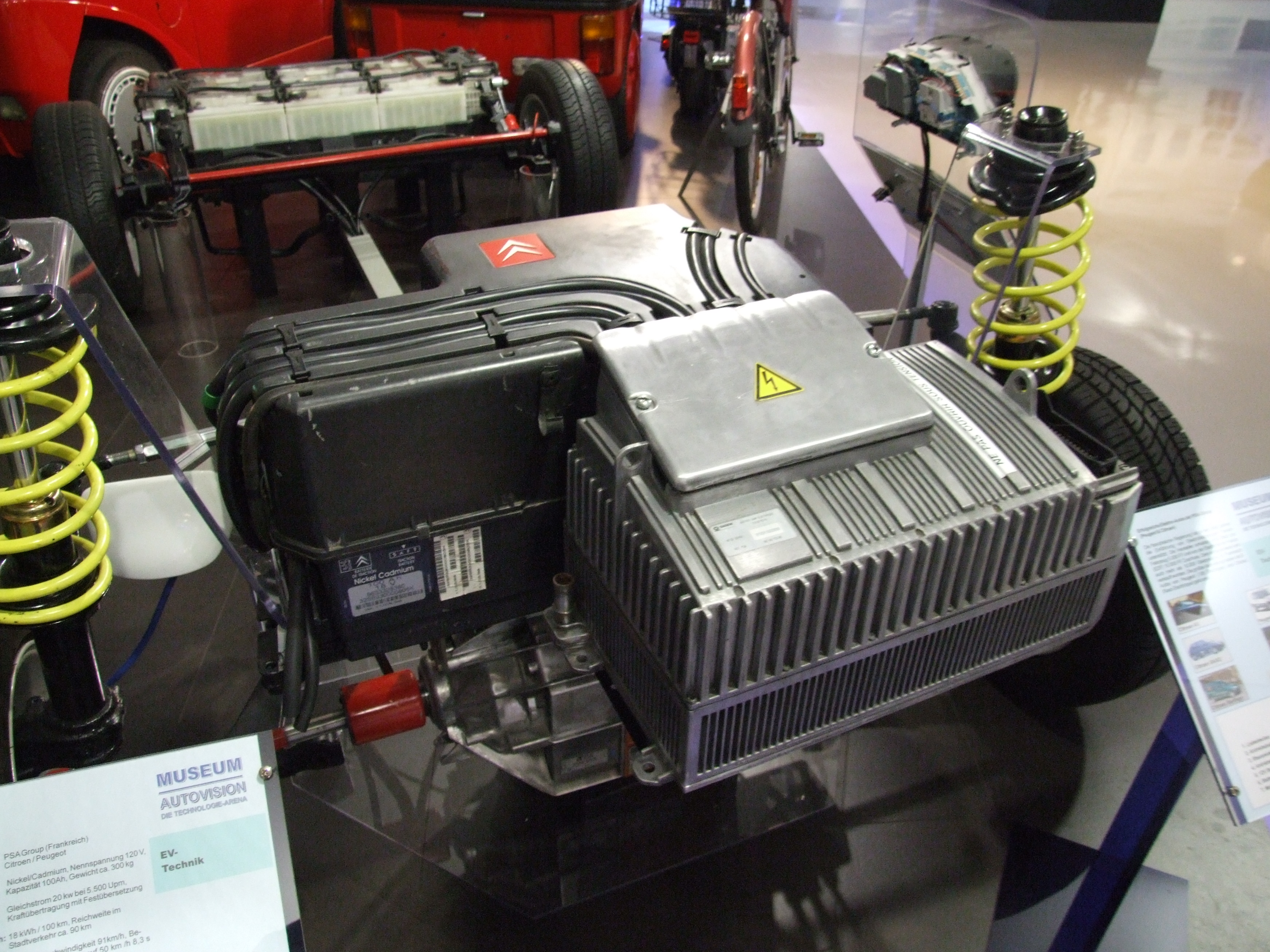
Groupe de propulsion électrique PSA Peugeot-Citroën : 20 kW à 5500 tr/min, moteur à courant continu, permettant une vitesse de 91 km/h, avec un ratio fixe ; En arrière en haut: accumulateur nickel-cadmium : capacité 100 ampères-heures, 120 volts, 300 kg ; durable et résistant au froid. Chargeur embarqué 3 kW permettant 15 km suppl. par heure. Pour Peugeot 106, Citroën Saxo (les deux best-sellers), Citroën AX, Citroën Berlingo et Peugeot Partner, soit un total de plus de 10000 exemplaires. Photographié en Museum Autovision, Altlußheim

PSA annonce 4 800 suppressions d'emplois par départs volontaires majoritairement en France en avril 2007, expliquant que le groupe est dimensionné pour produire 4 millions de véhicules alors qu'il n'en vend que 3,4 millions. Au premier trimestre, le chiffre d'affaires progresse de 6,5 %.
Le groupe annonce un plan stratégique CAP 2010 qui prévoit une forte croissance au niveau international et une baisse des frais de structures (10 % des cadres ont quitté le groupe en 2007), une plus grande différenciation des deux marques combinée à un approfondissement des synergies internes, afin de parvenir à une remontée de la rentabilité vers 6 %. L'objectif est alors de retrouver une part de marché de 15,5 % en Europe en y vendant 300 000 unités de plus entre 2006 et 2010 (dont un quart proviendra de la hausse des utilitaires légers).
En 2007, les ventes mondiales du groupe ont augmenté de 1,8 % à 3 428 000 unités (13,9 % de part de marché) dont 67,77 % en Europe, réparties entre 1 967 000 (+0,4 %) pour Peugeot (7,3 % de part de marché) dont 62,18 % en Europe et 1 461 000 (+3,9 %) pour Citroën (6,6 % de part de marché) dont 75,22 % en Europe. La bonne année de Citroën est basée sur une gamme renouvelée avec le grand succès des nouveaux Citroën C4 Picasso, alors que celle de Peugeot déçoit (les ventes sur le rentable marché ouest-européen ont chuté de 20 % en cinq ans). Au niveau mondial, les ventes du groupe ont progressé de 3,8 %, dont plus 30 % au Brésil et en Argentine.

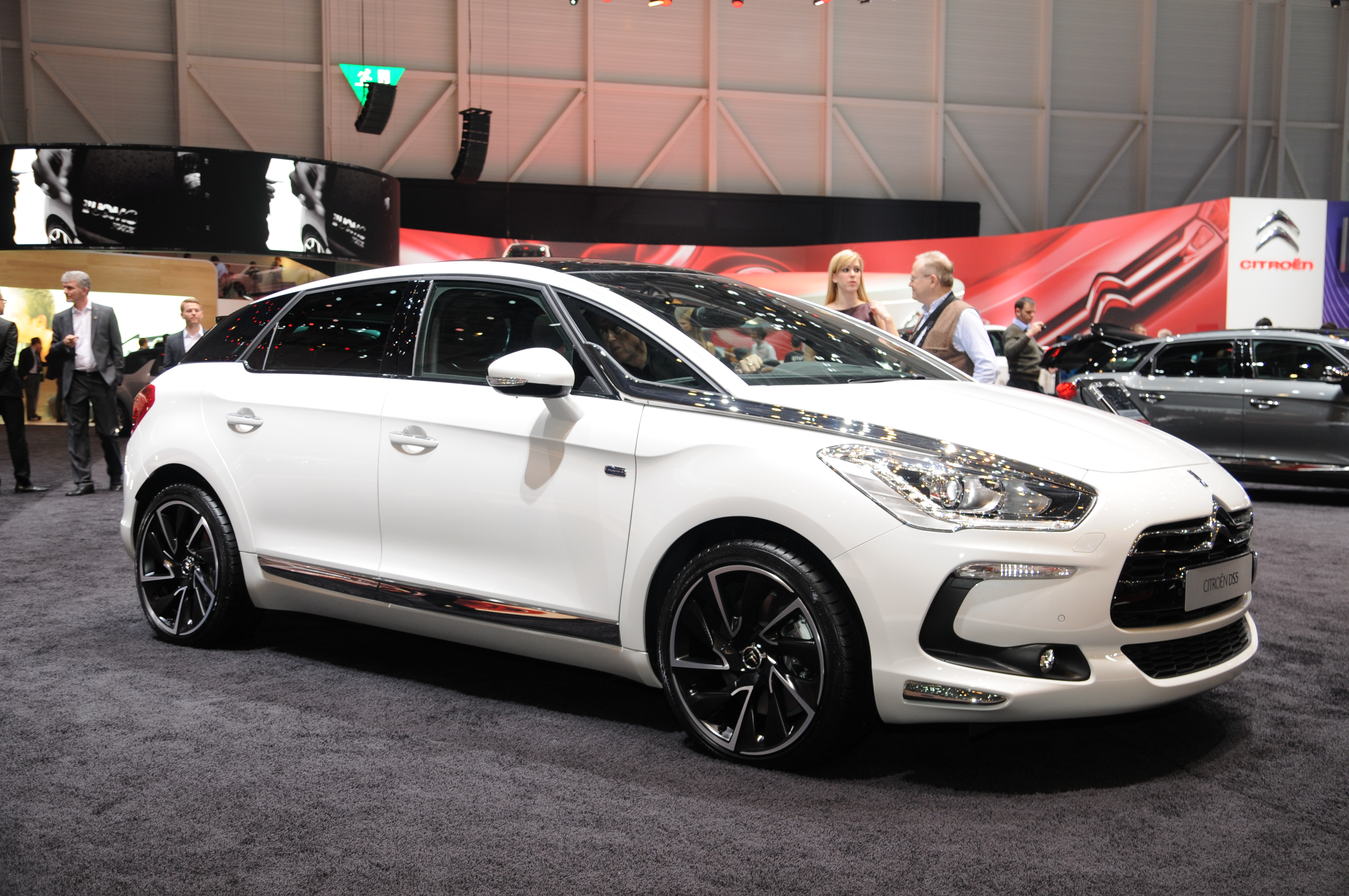
La Citroën DS5. L'année 2009 marque l'avènement d'une nouvelle gamme de véhicules premium avec la Citroën DS3.

Prenant acte que la progression du diesel touche à sa fin, PSA a annoncé le lancement en 2010-2011 d'un nouveau moteur essence tricylindre de 70 à 100 ch avec pour objectif des émissions de moins de 100 g de CO2 par km. Produit à Trémery dès 2010, il doit être fabriqué à terme à 1 million de moteurs EB par an. Dans la même veine écologique/bon marché, Citroën a confirmé vouloir industrialiser pour 2012 le projet C-Cactus, « voiture essentielle » ne disposant « que des pièces nécessaires » (soit deux fois moins que sur un véhicule classique dans l’habitacle), à la vitesse limitée à 130 km/h. Enfin, PSA a confirmé ensuite le lancement début 2011 d'une Peugeot électrique en partenariat avec Mitsubishi et deux hybrides diesel/électrique dotés de la technologie Hybrid4 présentée au Mondial de l'automobile sur la base des Peugeot 3008 et la Citroën DS5.
Au 1er semestre 2008, PSA tient ses objectifs avec une croissance des ventes mondiales de 4,6 % et trouve en la Peugeot 308 et la Citroën C5 II deux succès alors que le groupe conforte son leadership européen dans les utilitaires légers.
Toutefois, la baisse des marchés européens à la suite de la crise financière de l'été 2008 oblige le groupe à des mesures de réduction brutale de la production en Europe, qui ne pourront être compensés par le développement des ventes sur les autres continents, pour lesquels le groupe lancera en 2011, le véhicule d'entrée de gamme comparable à la Dacia Sandero qui lui manque sur les marchés émergents.
Encore en ligne avec l’objectif de Cap 2010 au premier semestre (3,7 % de marge opérationnelle pour le groupe avec 1,11 milliard d’euros), la crise économique a dégradé les comptes dans la dernière partie de l’année (-2,3 % avec une perte de 565 millions d’euros au deuxième semestre). PSA annonce une marge opérationnelle 2008 de 550 millions et une perte nette de 343 millions d’euros. Le chiffre d’affaires est en recul de 7,4 % à 54,35 milliards d’euros. PSA prévoit une baisse de ses ventes de 20 % en 2009 et un maintien à ce niveau en 2010, soit 2,6 millions de voitures (contre 3,26 millions en 2008). Le plan de 3 500 départs annoncé en 2008 passe à 11 000
. Ces mauvais résultats et des tensions avec la Famille Peugeot conduisent le 29 mars 2009 au limogeage de Christian Streiff, remplacé par Philippe Varin,.
Bien qu'il se soit mis à dos tous ses partenaires, on lui doit la validation de la gamme premium (inaugurée par la Citroën DS3 et la Peugeot RCZ), succès qui éclot sous la période Varin.

### Présidence de Philippe Varin

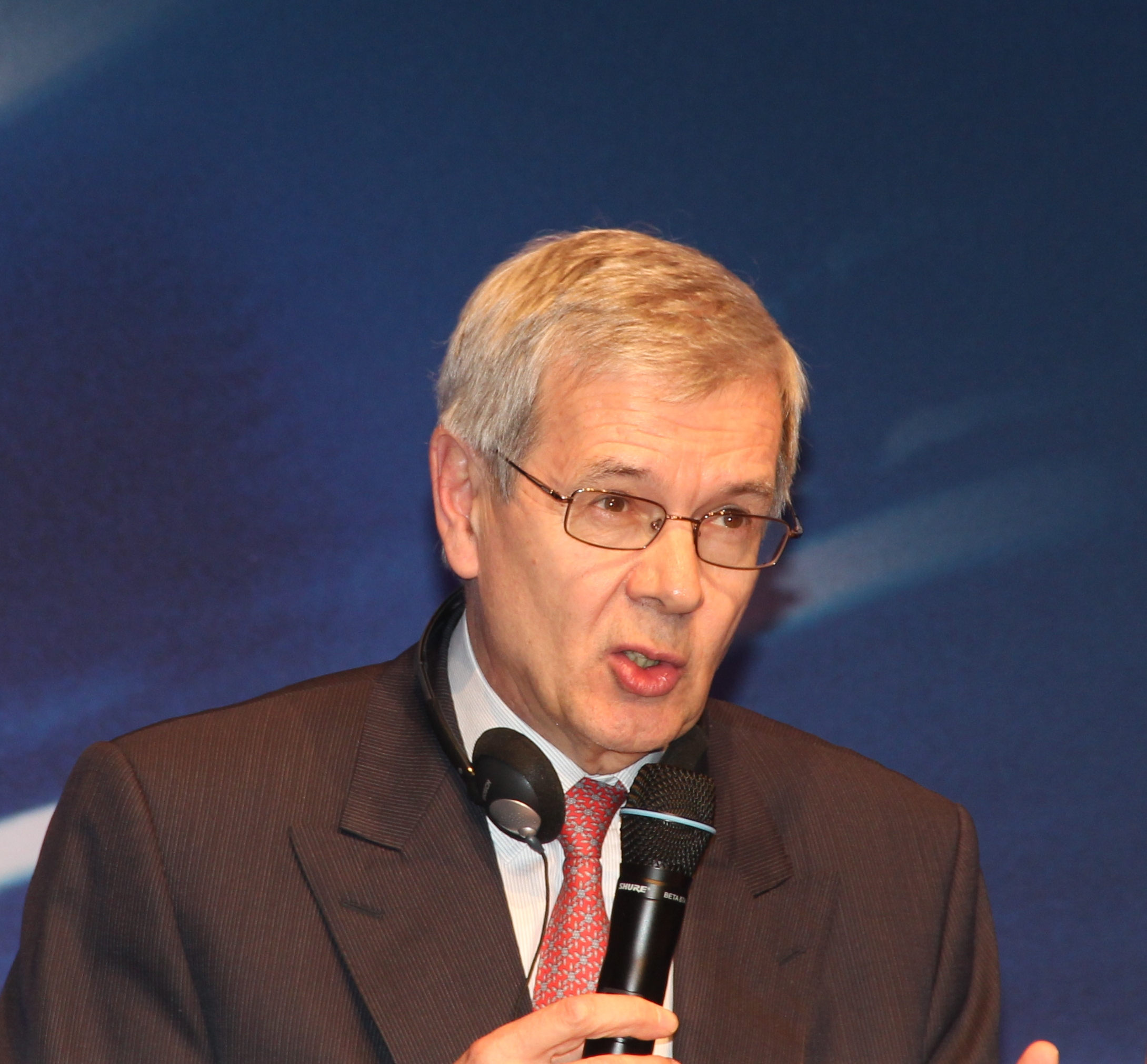
Philippe Varin à Berlin, en 2013.

Philippe Varin annonce pour le premier semestre 2009 une perte nette de 962 millions d'euros et un chiffre d'affaires en baisse de 22 %. En suivant les orientations du président du conseil de surveillance Thierry Peugeot, Varin confirme vouloir « approfondir nos coopérations techniques avec nos partenaires actuels (…) Nous étudierons les opportunités [d'alliances] dans les pays émergents. À condition de rester indépendants, de créer de la valeur, et que ce soit cohérent avec notre stratégie », notamment afin de renforcer significativement le groupe hors Europe. En sus des véhicules faiblement émetteurs et d'une variante du véhicule électrique iMiEV de Mitsubishi, il annonce le lancement d'un hybride rechargeable émettant environ 50 g/km. Il vise alors une part de marché en Europe de 14 % et un retour à la rentabilité courant 2010. En août 2009, le groupe doit faire face à l'abaissement de sa notation par Standard & Poor's (S&P) de « BBB-/A-3 » à « BB+/B », qui le fait tomber dans la catégorie spéculative de « junk bonds ». Ce ne sera qu'en décembre 2018 que S&P refasse passer la note de BB+ à BBB- (perspective stable), soit le seuil pour basculer en investment grade. Malgré un redressement au second semestre, PSA finit l'année avec une perte nette de 1,16 milliard d'euros.
Le 3 décembre 2009, le groupe annonce étudier un rapprochement avec le constructeur japonais Mitsubishi,. Cependant, cette alliance capitalistique avorte, les deux groupes annonçant le seul renforcement de leurs coopérations industrielles.
Pour devenir global, PSA ambitionne de se renforcer significativement d'ici à 2015 en Chine (en passant de 3 % à 8 % de part de marché) et au Brésil en adaptant mieux ses produits à la clientèle locale. En Chine, le groupe réfléchit à la construction en 2010 d'une troisième usine avec Dongfeng et fonde le 9 juillet 2010 une nouvelle coentreprise avec Chang'an pour produire la marque DS, puis des utilitaires légers et des véhicules low-cost sous une troisième marque. En juin, PSA nomme Grégoire Olivier directeur des opérations en Asie ; c'est le premier membre du directoire installé en permanence à l'étranger, y décide le lancement de ses moteurs essence les plus modernes puis y présente un modèle en première mondiale, la Citroën DS5. En grave difficulté en Europe, la Chine devient au premier trimestre 2013 le premier marché mondial de PSA.
Le premier semestre 2010 voit un rebond du groupe avec 1,856 million d'unités vendues (dont 1,618 million pour les véhicules montés) soit une progression de 16,8 % par rapport à 2009. Les marchés extra-européens commencent à compter dans les résultats financiers, la Chine comptant en 2010 pour 14 % de ses bénéfices. Mais le groupe rechute après l'été 2011 : en novembre, PSA annonce la suppression de 6 000 postes en Europe dont 5 000 en France, pour anticiper une prévision sur la baisse des bénéfices. Pour des raisons électorales, l'année de la fermeture du site d'Aulnay est retardée jusqu'à l'été 2012. PSA annonce également des cessions d'actifs dans la location de véhicules en 2011 puis en avril 2012, son siège du 75 avenue de la Grande-Armée à Paris ou encore 75 % de GEFCO en septembre 2012 aux chemins de fer russes RJD.
En février 2012, PSA et General Motors annoncent une alliance incluant une prise de participation au capital de 7 % de GM chez PSA. Également en février, le groupe annonce la fin de ses livraisons en direction du marché iranien. L'Iran représente alors 22 % des volumes de la marque et surtout « le premier débouché pour les véhicules particuliers devant la France (458 000 ventes de pièces de véhicules assemblés en Iran contre 441 790 en France en 2011) ». Selon PSA, cette décision n'aurait de conséquence que pour 115 salariés à Vesoul.
Le 12 juillet 2012, le groupe annonce la suppression de 8 000 postes en France et l'arrêt du site d'Aulnay-sous-Bois pour 2014. Le même jour, l'action de PSA Peugeot Citroën passe sous les 7 euros et atteint son plus bas historique. Le 25 juillet 2012, le constructeur annonce une perte nette de 819 millions d'euros au premier semestre, contre un bénéfice net de 806 millions un an plus tôt. Un plan d'économies de 1,5 milliard à l'horizon 2015 est annoncé. Le 11 septembre 2012, Emmanuel Sartorius, expert mandaté par le gouvernement français, rend publiques les conclusions de son rapport concernant PSA Peugeot Citroën et met en cause la gestion du groupe, en dénonçant notamment une importante distribution de dividendes « inopportune à plusieurs titres ». Bien antérieurement, d'autres voix s'étaient élevées pour dénoncer une gestion déplorable par une famille indigne de ses ancêtres. Le 24 septembre, PSA quitte l'indice CAC 40.
Alors que des perspectives de faillite à l'horizon 2015 sont évoquées, l'action PSA chute en novembre 2012 à moins de 4,5 euros, valorisant le groupe à seulement 1,59 milliard d'euros, précipitant l'abandon du projet de fusion d'Opel avec la division automobile de PSA. Le 11 décembre 2012, PSA annonce la suppression de 1 500 postes supplémentaires portant leur cumul à 11 200 entre mai 2012 et mai 2014. En octobre 2013, un accord de flexibilité est signé entre la direction et quatre organisations syndicales. En février 2013, la direction de PSA annonce une perte de 1,5 milliard d'euros pour la division automobile en 2012 (5 milliards d'euros en prenant en considération des dépréciations d'actifs et en termes de présentation comptable). Le 11 avril 2013, l'agence de notation Moody's annonce baisser d'un cran la note de crédit de PSA de Ba3 à B1, en raison de pertes plus importantes que prévu dans sa division automobile et de « difficultés persistantes de la restructuration des activités automobiles ». Le Groupe annonce début 2013 un repositionnement de ses marques : montée progressive en gamme de Peugeot, plus grande différenciation des lignes DS et C de Citroën, cette dernière étant positionnée plus en entrée de gamme.

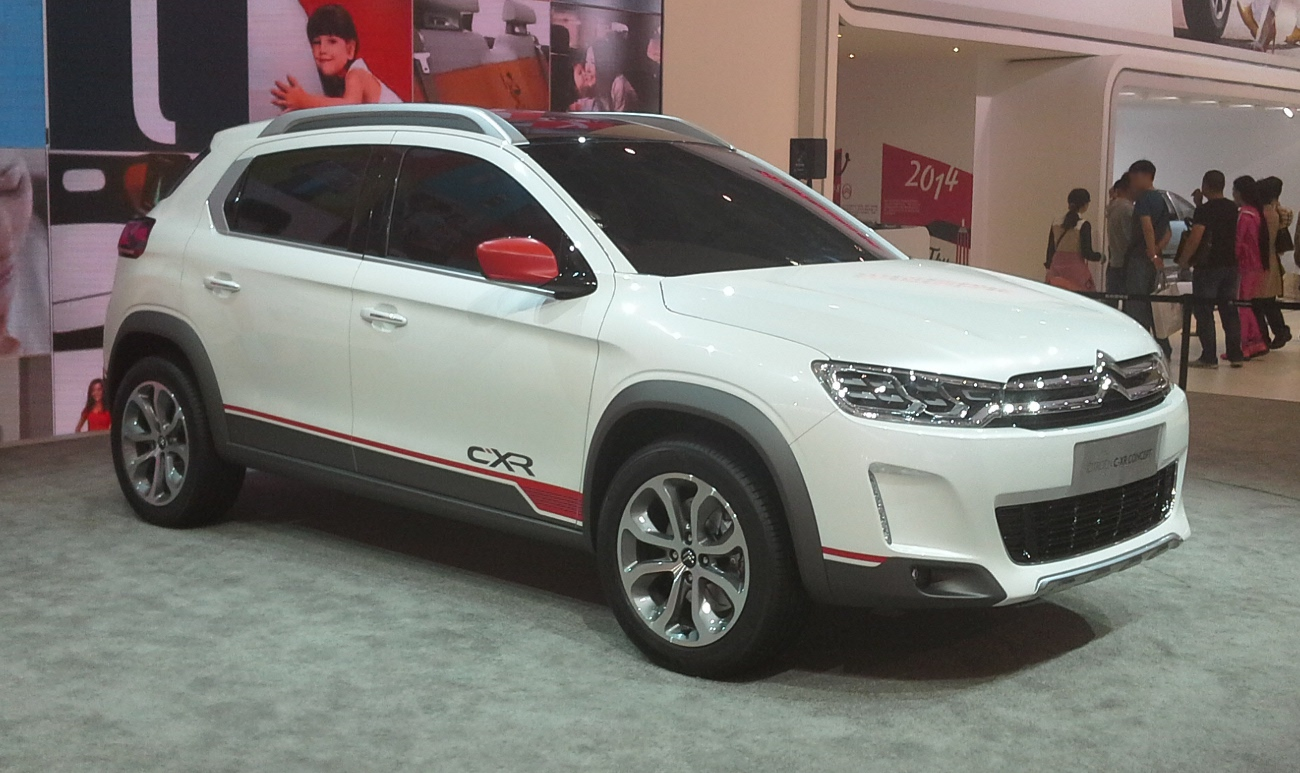
Le Citroën C-XR Concept, présenté au salon Auto China 2014, a été conçu sous la présidence de Philippe Varin.

Le 12 décembre 2013, le constructeur américain General Motors annonce la vente de l’intégralité de ses 7 % du capital de PSA, signant le constat d'échec des ambitions annoncées, le même jour où PSA annonce des pertes 2013 plus lourdes que prévu et 1,1 milliard d'euros de dépréciations d'actifs. La fusion avec Opel a été rapidement abandonnée et les projets de coopération sont restés plus faibles qu'escomptés et limités au périmètre européen (achats, logistique, production de monospaces, moteurs...),. À la suite du rapprochement avec GM, des anciennes coopérations doivent être stoppées : BMW met fin à celle dans le domaine des véhicules hybrides. Celui avec Ford dans les moteurs diesel est un temps menacé, puis reconduit en 2015.
Le 25 novembre 2013, les médias français annoncent le remplacement du président du directoire Philippe Varin par l'ancien numéro 2 de Renault Carlos Tavares dans le courant de l'année 2014. Cherchant à renforcer sa structure financière et sa coopération industrielle, le conseil de surveillance de PSA valide une augmentation de capital de 3 milliards d'euros. Cette opération comprend une augmentation de capital de 1,5 milliard d'euros provenant de Dongfeng et de l’État français, soit 750 millions chacun) et 1,5 milliard qui proviendrait du marché. Le 18 février 2014, le conseil de surveillance de PSA donne son accord pour l'augmentation de capital. PSA négocie aussi l'entrée au capital de Banco Santander au capital de Banque PSA Finance afin de renforcer sa filiale et de réduire ses coûts de refinancement.
Le 26 mars 2014, Philippe Varin officialise l'accord faisant entrer l'État et le constructeur chinois Dongfeng à hauteur de 750 millions chacun dans le groupe PSA, puis il cède son poste à Carlos Tavares.

### Présidence de Carlos Tavares

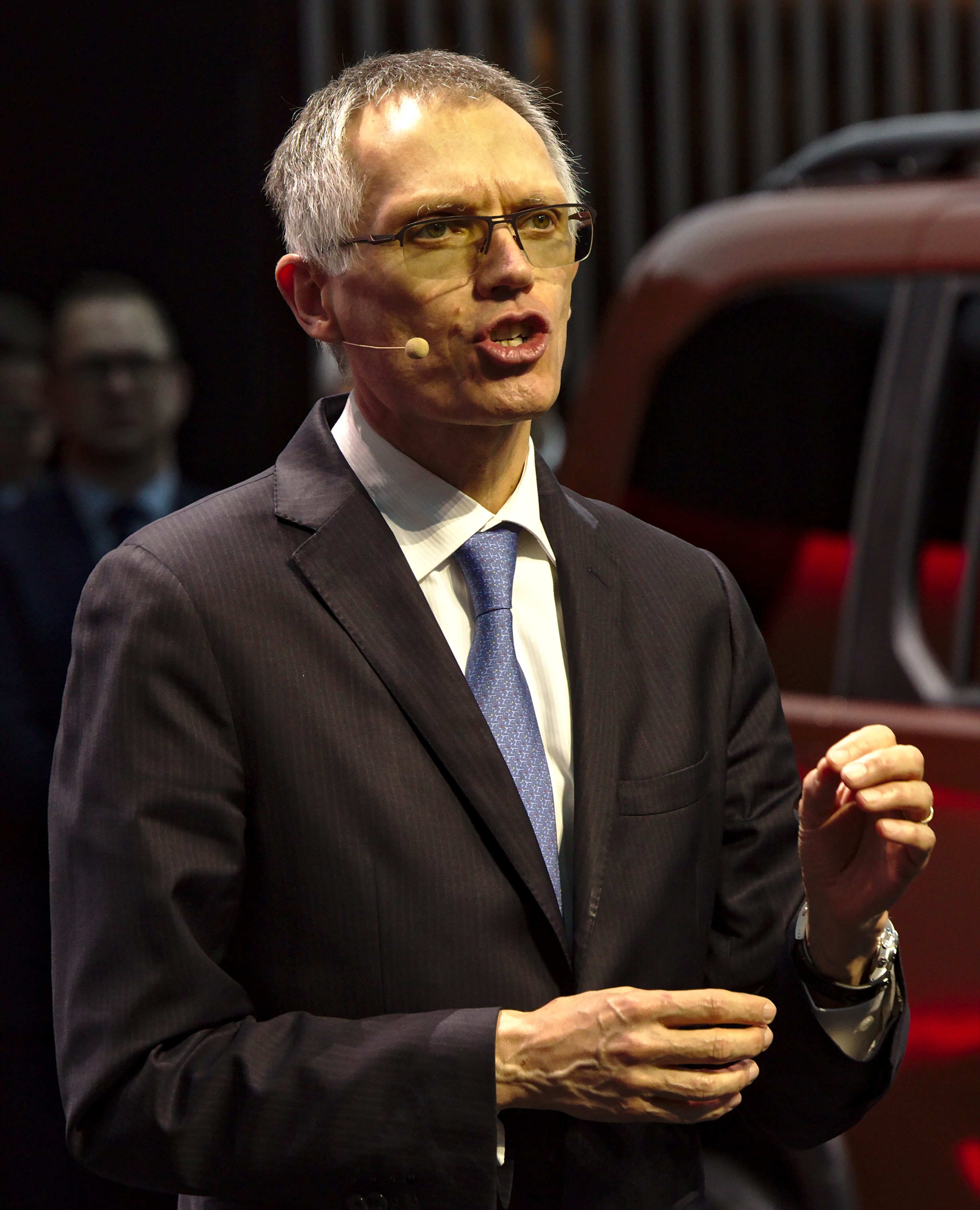
Carlos Tavares en mars 2018

Carlos Tavares annonce en avril 2014 son plan de relance de PSA, nommé Back in the race, qui passe notamment par une rationalisation de la gamme qui devrait passer de 45 à 26 véhicules pour les trois marques, et par une réduction des coûts de l'outil de production. Tout en confirmant les objectifs en Chine, il veut redresser la situation déficitaire du groupe en Amérique latine et en Russie sous trois ans, tout en pénétrant mieux le marché africain et le bassin méditerranéen.
Après les trois unités de Wuhan, PSA obtient durant l'été 2014 le feu vert pour une quatrième usine à Chengdu. Grâce à la stratégie mise en place sous la présidence de Philippe Varin, les ventes de Dongfeng Peugeot-Citroën Automobiles (DPCA) ont bondi de 28 % au premier semestre 2014, dans un marché global en hausse de 12,3 %. Huitième groupe en Chine en 2013, PSA prévoit de dépasser les 5 % de parts de marché, grâce au développement de sa marque DS et au succès de ses récents Citroën C-Elysée, Peugeot 2008 et Citroën C3-XR. Dongfeng Citroën se classe en tête dans l’enquête de satisfaction de J.D. Power en Chine, Dongfeng Peugeot avec 737 points se situant lui aussi nettement au-dessus de moyenne de 671 points des constructeurs généralistes.
PSA Peugeot Citroën s'engage à maintenir une forte production de véhicules en France, malgré la tendance générale de fermeture d'usines et de baisse de la production en Europe. Quinze véhicules PSA, à savoir trois DS, trois Citroën et neuf Peugeot, attestent du label Origine France Garantie,,. PSA Peugeot Citroën a aussi annoncé un plan de modernisation de ses sites de production en France d'un montant de 1,5 milliard d’euros entre 2014 et 2017. Ces investissements se répartissant en 400 millions d’euros pour le site de Mulhouse, 300 pour celui de Sochaux et 90 pour celui de Rennes. PSA souhaite ainsi baisser ses coûts de 500 euros par véhicule et généraliser la production de plusieurs modèles sur une seule ligne.
Misant sur sa production en France, le groupe PSA est en 2014, la troisième entreprise exportatrice de France et a apporté 4,721 milliards d’euros (+5,3 %) toutes activités industrielles confondues à la balance commerciale française en 2014.
En avril 2015, PSA lance les études d'une nouvelle plate-forme baptisée CMP (Common Modular Platform), qui succède à la PF1, en coopération avec Dongfeng qui finance son développement à hauteur de 40 %. 20 % moins chère que sa devancière et plus légère de 40  à   45 kg, la CMP sert au segment B (208, C3...) et l’entrée de gamme du segment supérieur (301 ou C-Élysée). En 2014, PSA Peugeot-Citroën se situe en première position des plus faibles émissions de CO2 en Europe. Cet accord est prolongé en mai 2016 par une alliance à parité sur le développement de la plate-forme « e-CMP » pour des véhicules électriques dont les modèles seront lancés dès 2019.
En 2015, les ventes de PSA progressent de 1,2 % à 2,973 millions de véhicules grâce au redressement du marché européen, ce qui permet à PSA d'afficher un chiffre d'affaires de 56,3 milliards d'euros (+5,7 %) et pour la première fois depuis plusieurs années un résultat net positif à hauteur de 1,2 milliard d'euros, avec une marge opérationnelle de 5 % pour la division automobile. Ce redressement est aussi sensible en Amérique du Sud, où PSA est pour la première fois bénéficiaire en 2015. Présent industriellement en Argentine depuis 1999 et au Brésil depuis 2001, PSA avait déjà réalisé des bénéfices sur certains pays, mais jamais sur la zone complète. La production s'est concentrée sur les modèles essentiels et les effectifs réduits de 3 000 personnes. En deux ans, le seuil de rentabilité est abaissé de 400 000 véhicules à moins de 150 000. Bien anticipée, la baisse des deux principaux marchés a été partiellement compensée par un développement commercial au Mexique et le couloir andin (Chili-Pérou-Colombie),.
L'action du groupe est cotée à la bourse de Paris au sein de l’indice de référence CAC 40. Au 31 décembre 2015, l'entreprise chinoise Dongfeng, l'État français et la famille Peugeot détiennent chacun 13,68 % des actions,.
En 2016, l'entreprise occupe le 1er rang en France, avec 27,74 % de parts de marché (30,12 % en 2012) pour les marques Citroën, DS et Peugeot. En Europe, le groupe PSA occupe la 3e place en termes de parts de marché avec 9,78 %. Au niveau mondial, le groupe était le 9e constructeur automobile en 2018.
PSA lance en mars 2016 sa nouvelle génération de Peugeot Expert et Citroën Jumpy/Dispatch, maintenant basés sur la plate-forme EMP2, et affirme à cette occasion vouloir devenir un acteur mondial dans les utilitaires légers en triplant ses ventes pour les porter 1,2 million d'unités par an.
Le 5 avril 2016[réf. souhaitée] de cette même année, PSA Peugeot Citroën devient Groupe PSA et change de logo. Le 5 avril, Carlos Tavares présente un nouveau plan nommé Push to Pass qui annonce 28 futurs modèles d'ici à 2021, une augmentation prévisionnelle des ventes de Citroën de 10 % et un retour aux États-Unis dans la prochaine décennie. PSA annonce une baisse de 0,2 % de ses ventes mondiales au premier semestre 2016, le net redressement observé en Europe étant effacé par une chute de 19 % des ventes en Chine où sa part de marché passe de 4,2 à 3 %, faute d'offrir assez de modèles SUV et face à la concurrence des marques chinoises moins chères. Néanmoins, PSA affiche des résultats financiers impressionnants avec une marge opérationnelle de 6,8 % malgré une baisse à 5,7 % de celle de DPSA en Chine. La baisse de la part de véhicules diesel (73 % en 2012 contre 52 % en 2015, en France) au profit des moteurs essence conduit PSA à rééquilibrer ses capacités dans ses usines de moteurs.
Le 28 juillet 2016, toujours dans le cadre du plan Push to Pass, plusieurs changements sont annoncés dans les compositions du Directoire et du Comité exécutif. Grégoire Olivier prend la tête d'un nouveau département centré sur les services de mobilité (autopartage, flottes d'entreprises, services connectés), et lègue son poste à la Direction Asie à Denis Martin, jusque-là responsable de la région Europe. Cette dernière est reprise par Maxime Picat, alors directeur de la marque Peugeot, tandis que lui-même est remplacé par Jean-Philippe Imparato, qui officiait au Département Retail et distribution. Ces évolutions sont prévues pour une application à compter du 1er septembre 2016.
Le 28 septembre 2016, Carlos Tavares annonce le lancement de Free2Move. Cette nouvelle marque fédère, au moyen d'une plate-forme, l'ensemble des services de nouvelles mobilités pour satisfaire les différents besoins de déplacement de ses 15 millions de clients. Dans le plan stratégique Push to Pass, PSA développe six nouvelles branches (les nouvelles mobilités, le véhicule d'occasion, les services de connectivité, pièce de rechange...). Pour cette dernière, Groupe PSA veut devenir un leader mondial multimarques avec les pièces de ses propres marques, la vente à distance multimarques par Mister Auto ainsi que la réparation et la maintenance via EuroRepar Car Service.
Groupe PSA annonce fin 2016 300 millions d’euros d’investissement sur son site argentin de Buenos Aires redevenue rentable en 2015. En 2016, les ventes progressent de 17 % de janvier à octobre 2016, pour 149 000 unités écoulées sur cette période.
Fin janvier 2017, le groupe annonce son retour sur le marché indien dans le cadre d'une alliance avec Hindustan Motors et Avtec, deux filiales du conglomérat CK Birla Group (en). Puis, le rachat de la marque Ambassador, pour 800 millions de roupies (soit environ 11,2 millions d'euros), est annoncé début février 2017. Cette marque possédant une excellente image en Inde, des rumeurs annoncent le lancement d'une marque low-cost sur place pour concurrencer notamment la Renault Kwid qui se vend très bien.
Fort de l'amélioration de ses résultats,, le groupe PSA envisage en février 2017 de prendre le contrôle de Vauxhall et de sa sœur allemande Opel, division européenne du constructeur américain General Motors en difficulté depuis plusieurs années. Ce rapprochement confirmé le 6 mars 2017, déjà tenté en 2012 puis reporté, vise à rationaliser ses sites de production en profitant d'importantes économies d'échelles. Le nouvel ensemble ainsi créé représente 4,3 millions de véhicules vendus par an, soit le deuxième fabricant européen. Le montant total du rachat s'élève à 2,2 milliards de dollars dont 1,3 sont consacrés aux activités de production automobile. Le reste du montant couvre quant à lui le rachat des activités de financement GM Financial Europe à parts égales avec BNP Paribas. En parallèle, PSA se positionne pour entrer au capital du constructeur malaisien Proton en difficulté et officiellement en vente depuis quelques mois. Ultime signe de son rétablissement, PSA fait le pari des micros usines pour tester de nouveaux marchés (Éthiopie, Tunisie, Kenya après celles du Kazakhstan, du Nigeria, de Malaisie et du Vietnam). Également en février, PSA entre au capital d'Autobiz, spécialisé dans le véhicule d'occasion, ce qui confirme les ambitions du groupe dans ce domaine.
En 2017, PSA fait état de ventes unitaires en progression de 15,4 % (+ 2,6 % à périmètre constant) avec 3,63 millions de voitures particulières et utilitaires légers. En Europe, la progression est de 23,2 % (+ 3,7 % à périmètre constant) surtout grâce aux marques Vauxhall et Opel à 2,37 millions d'unités, et de 54,5 % au Moyen-Orient et Afrique (592 000 unités).
Début 2018, Carlos Tavares revient sur les objectifs de reconquête du marché américain dont il avait élaboré les contours 10 ans plus tôt. Plus d'une vingtaine d'années après la commercialisation de la « 405 américaine », le groupe PSA fait déjà intervenir des ingénieurs ainsi que des consultants sur le territoire américain pour préparer la mise sur le marché de véhicules adaptés aux contraintes et spécificités locales.
En 2018, le groupe a vendu 3 878 000 véhicules, en croissance de 6,8 % par rapport à 2017.
Le 7 février 2019, PSA annonce l'acquisition de la start-up Travel Car. PSA possédait déjà 22 % du capital depuis 2017 et aura désormais 99 % du capital de l'entreprise spécialisée dans la location de voitures et de places de parking en échange d'une mise à disposition de son véhicule personnel pour la location. TravelCar rayonne à travers 60 pays et compte environ 2 000 agences. Cette acquisition entre dans la logique de PSA de diversifier ses activités notamment en investissant dans le secteur de la mobilité. Le 11 février 2019, plus de 350 personnes se réunissent à Hérimoncourt pour protester contre la fermeture de l'usine qui emploie 204 personnes. Cette usine est le berceau de PSA puisque la famille Peugeot y avait démarré ses premières activités en 1833. En décembre 2021, il est annoncé que le site dont les activités ont été transférées à Vesoul doit être cédé en 2022 au sous-traitant automobile allemand Welp.
Au premier trimestre 2019, PSA affiche des ventes mondiales en baisse de 15,7 % au premier trimestre à 886 400 véhicules, dont 783 000 unités en Europe, soit un taux de dépendance de 88 % vis-à-vis de ce continent, ce qui en fait une faiblesse structurelle marquée. En sus du départ d'Iran, PSA baisse de 30 % à 32 000 unités en Amérique latine et chute encore de 57,5 % en Asie du sud-est avec 36 000 unités, sur une tendance de ventes divisée par 7 depuis 2014 et un taux d'utilisation des capacités proche de 10 %. Au premier semestre 2017, l’État cède ses parts à la banque publique Bpifrance.
Malgré des ventes en baisse de 12,8 %, notamment en Chine (64 000 voitures en six mois contre 742 000 sur l'année 2014, avec une part de marché tombée à 0,5 %) et en Iran, et un chiffre d'affaires en baisse de 0,7 %, PSA affiche au premier semestre 2019 un bénéfice net de 1,8 milliard d'euros en hausse de 23,7 %, ce qui permet au groupe d'afficher une rentabilité record de 8,7 %. Le taux de dépendance de 88 % vis-à-vis de l'Europe, ce qui en fait une faiblesse structurelle marquée, quoiqu'indolore en 2019. Les dépenses moyennes de rémunération par salarié sont en baisse de 6 % en 2019, en raison notamment de nouvelles mesures de flexibilisation créées par le gouvernement français, comme la « rupture conventionnelle collective » ou les « accords de performance ».
Entre 2007 et 2018, les effectifs en France de PSA ont baissé de plus de 43 000 salariés (soit environ - 40 %) en raison notamment des délocalisations.
Malgré la crise du Covid19 et un recul de 18,7 % de son chiffre d'affaires à 60,7 milliards d'euros et des ventes mondiales en chute de 27,8 %, PSA maintient un bénéfice net de deux milliards d'euros.

### Fusion PSA et Fiat Chrysler Automobiles
Après l'information de discussions entre PSA et Fiat Chrysler fin octobre 2019 en vue d'une fusion des deux groupes automobiles, PSA et FCA présentent leur projet de fusion à 50/50 le 31 octobre 2019, pour ainsi constituer le quatrième groupe mondial automobile, derrière Volkswagen, Toyota, et l'Alliance Renault-Nissan-Mitsubishi,, en réunissant les marques Abarth, Alfa Romeo, Chrysler, Citroën, Dodge, DS Automobiles, Fiat, Jeep, Lancia, Maserati, Peugeot, Opel, Vauxhall et Ram. Le conseil d'administration serait composé de onze membres, cinq de chaque groupe et de Carlos Tavares qui prendrait la direction générale du nouvel ensemble, tandis que John Elkann prendrait la tête du conseil d'administration. Le nouveau siège social serait implanté aux Pays-Bas avec un capital dont la Famille Agnelli détiendrait 15 % et la Famille Peugeot, l'État français et le constructeur chinois Dongfeng chacun 6 %. Plus de 8 milliards d’euros de dividendes exceptionnels seraient distribués lors de la fusion, notamment par la vente de la participation de 46 % dans l’équipementier Faurecia.
Fin novembre 2019, les syndicats donnent leur avis favorable pour une fusion entre PSA et Fiat-Chrysler. Cet accord est intervenu à la suite d'une expertise détaillée du projet de fusion de la part des unions syndicales qui ont donc validé l'idée de ce mariage entre les deux gros constructeurs automobiles,.
PSA et FCA annoncent la signature d'un mémorandum d'entente (memorandum of understanding en anglais) le 18 décembre 2019 pour créer le 4e constructeur automobile mondial,, ainsi que l'implantation du nouveau siège social aux Pays-Bas. L'action sera cotée à Paris, Milan et New York.
Début avril 2020, en pleine épidémie de Covid-19, PSA annonce la souscription d'un emprunt de 3 milliards d'euros auprès de plusieurs établissements bancaires afin de faire face à la crise,,.
Début mai 2020, PSA annonce vouloir généraliser le télétravail pour ses équipes travaillant hors-production. Le projet prévoit de réduire à 1,5 jour en moyenne le temps de présence hebdomadaire au bureau .
Au cours de la crise du Covid-19, PSA a vu ses effectifs en télétravail passer de 18 000 à 38 000 à travers le monde. Une tendance que la direction souhaiterait voir se pérenniser dans le temps.
Le 16 juillet 2020, PSA et FCA dévoilent le nom de leur futur groupe fusionné : Stellantis.
En septembre 2020, Fiat Chrysler et PSA annonce une modification de leur opération de fusion, réduisant le dividende exceptionnel de Fiat Chrysler à 2,9 milliards de dollars au lieu de 5,5 milliards de dollars.
Le 21 décembre 2020, la Commission européenne annonce qu'elle autorise la fusion entre les deux constructeurs, sous conditions de l'engagement des deux entreprises de préserver la concurrence dans les petits utilitaires.
En mars 2021, le groupe présente les premiers chiffres depuis la fusion (chiffres séparés pour PSA et FCA), montrant une baisse d'activité modérée, liée à la crise du Covid-19. PSA enregistre un recul de son chiffre d'affaires de 18,7 % en 2020 par rapport à 2019.
Comparatif des deux groupes avant la fusion, sur les bases de l'année 2018,
|                                               | Groupe PSA | Fiat Chrysler Automobiles |
| --------------------------------------------- | --- | --- |
| Chiffre d’affaires (en milliards d'euros)     | 74,0 | 110,4 |
| Bénéfices opérationnel (en milliards d'euros) | 5,68 | 6,70 |
| Bénéfices net (en milliards d'euros)          | 2,83 | 3,63 |
| Volumes de ventes (en millions de véhicules)  | 3,877 | 4,842 |
| Marques détenues (% parts de volume)          | Peugeot (45 %) Citroën (27 %) Opel-Vauxhall (27 %) DS Automobiles (- de 1 %) | Jeep (34 %) Fiat (30 %) Ram (16 %) Dodge (12 %) Chrysler (4 %) Alfa Romeo (2 %) Lancia (1 %) Maserati (- de 1 %) Abarth (- de 1 %)        |
| Nombre d'employés                             | 211 013 | 241 452 |
| Sites d'assemblage                            | Sochaux, Charleville-Mézières, Saragosse, Vigo, Trnava Mulhouse, Poissy, Hordain, Rüsselsheim, Ellesmere Port, Luton, Eisenach, Gliwice, Rennes, Madrid, Mangualde, Kénitra, Buenos Aires, Porto Real, Wuhan | Melfi, Tychy Betim, Goiana, Brampton, Saltillo Toluca, Bursa Toledo, Belvidere, Cassino, Detroit-Jefferson North Turin-Mirafiori Tafraoui |

## Identité visuelle (logo)

Logo de PSA Peugeot Talbot Citroën dans les années 1980.
Logo de PSA Peugeot Citroën de 1991 à 2016.
Logo du Groupe PSA de 2016 à 2021.

## Production

### Véhicules
PSA produit des véhicules personnels détaillés dans les articles de quatre marques généralistes : Citroën, Peugeot ainsi que Vauxhall et Opel depuis 2017. Lancée en 2010 comme une déclinaison de modèles Citroën, DS est devenue une marque autonome en 2014.
PSA produit également des utilitaires légers. Avec plus de 20 % de part de marché, PSA en est le leader européen. Le groupe a collabore depuis 1978 avec Fiat pour la gamme Boxer/Manager-Jumper/Relay à Val Di Sangro, Expert-Jumpy/Dispatch à Valenciennes et de 2007 à 2017, pour Nemo-Bipper chez Tofas à Bursa en Turquie,. Il produit en revanche seul, dans son usine de Vigo (Espagne), les Partner et Berlingo, aussi assemblées au Portugal dans la petite usine PSA de Mangualde et par le constructeur partenaire Karsan en Turquie.
Avec le rachat d'Opel/Vauxhall, PSA intègre la marque à ses productions d'utilitaires (476 500 ventes en 2017 soit une hausse de 15 % sur 2016) et y inclut le site anglais de Luton où PSA annonce un investissement pour y accroître ses capacités de 60 000 à 100 000 unités par an pour produire les Peugeot Expert, Citroën Jumpy/Dispatch et Opel/Vauxhall Vivaro, dont les deux tiers pour la Grande-Bretagne. Opel/Vauxhall doit cesser d'ici fin 2019 son ancienne coopération avec Renault-Nissan et Fiat pour les Trafic / Vivaro / Talento / NV300, mais la maintient pour les Master / Movano / NV400, comme PSA fait avec Fiat pour les Boxer-Manager / Jumper-Relay / Ducato.

### Innovations techniques et de sécurité
- En 1955, la Citroën DS est la première voiture de production à utiliser des freins à disques[167].
- En 2000, les premiers filtres à particules pour moteurs diesel sont lancés en mai sur la toute nouvelle 607[168]. La technique d'additivation brevetée permettant la régénération du FAP reste un avantage concurrentiel pendant plusieurs années[169]. Le brevet de l'additif appartient à Rhodia[170].
- En 2005, Citroën est le premier à installer un système d'alerte de franchissement de lignes AFIL (Alerte de Franchissement Involontaire de Ligne), ou LDWS en anglais (Lane departure warning system), en Europe sur ses voitures, en l’occurrence les Citroën C4, C5 et C6.
- La technologie PSA Hybrid4 place PSA au deuxième rang des ventes de voitures hybrides en Europe[Quand ?]. Cette technologie hybride allie un moteur thermique à un moteur électrique à récupération d’énergie de freinage, ce qui limite ainsi au maximum le poids de l'hybridation et accroît, grâce au moteur électrique, la puissance immédiatement disponible. En 2013, 33 % des Citroën DS5, 25 % des Peugeot 508 et 20 % des Peugeot 3008 sont vendus en motorisation Hybrid4. Fin 2013, PSA a vendu un cumul de 50 000 Hybrid4[171].
- Les nouvelles générations de moteurs essence EB PureTech et EB Turbo PureTech[172], fabriqués à l'usine de Trémery, se basent sur de nombreuses innovations et notamment sur 121 brevets[172] pour optimiser la combustion, les frottements, etc. Le moteur PSA trois-cylindres 1.2 PureTech a reçu le titre de meilleur moteur international de l'année en 2015, 2016, 2017 et 2018 dans sa catégorie et est classé deuxième toutes catégories confondues devant ses dizaines de concurrents[173].
- À partir de 2022, le groupe devrait construire lui-même ses moteurs électriques. C'est un partenariat avec la filiale Leroy-Somer du japonais Nidec qui prendra la forme d'une coentreprise nommé Nidec-PSA emotors qui permettra de les produire dans l'usine de Trémery en Moselle[174].

Le Groupe PSA est également la 1re entreprise en termes de dépôts de brevets en France jusqu'à 2016 avant d'être devancé par Valeo. En 2017, le groupe PSA s'octroie comme en 2016 la 2e place du palmarès des déposants de brevets en France avec 1 021 demandes publiées.
PSA planifie la mise en place de la conduite semi-autonome (fonctions autonomes sous surveillance conducteur) sur ses véhicules à l'horizon 2018. L'arrivée des fonctions véritablement autonomes (« hands off » et « eyes off », c'est-à-dire sans contrôle ni surveillance par le conducteur) n'est toutefois pas prévue avant 2020.
Carlos Tavares annonce fin juillet 2020 un virage stratégique : alors que PSA avait jusqu'à présent fait le choix d'une base technique capable d'accueillir aussi bien une propulsion thermique qu'électrique, il adopte une nouvelle stratégie de plateforme, passant de deux plateformes multi-énergie à deux plateformes entièrement dédiées à la voiture électrique. La première de ces nouvelles plateformes, baptisée eVMP, sera réservée aux grandes voitures (segments C et D), commercialisées à compter de 2023.

### Coopérations industrielles
Sous l'ère Folz, le groupe résiste à la mode des fusions-acquisitions, souvent malheureuses (Mercedes-Benz-Chrysler, Fiat-General Motors, etc.) et multiplie les partenariats ciblés avec des concurrents. Les présidents suivants poursuivent globalement cette politique. Au-delà des anciennes collaborations dans les boîtes de vitesses automatiques et la détention commune de la Française de Mécanique (avec Renault) et les V6 essence (avec Renault et Volvo), les utilitaires légers (avec Fiat, qui expirant en 2017 pour SEVEL Nord), de nouvelles collaborations sont engagées :
- avec Ford pour une gamme complète de moteurs Diesel : DV, DW (à partir de la 2e génération), Puma (utilitaires)[180] et V6[181]. En 2015, le partenariat dont la dissolution fut évoquée au moment de l'alliance avec GM est prolongé au-delà de 2017[79].
- avec BMW pour des moteurs essence de moyenne puissance montés dans les gammes du groupe PSA, de BMW et de Mini (qui appartient à BMW) (signé en 2006, renouvelé en 2010[182]) : moteurs Moteur EP, prolongée pour une nouvelle gamme de moteurs essence et des éléments de traction hybride[183]. Le second projet ne se concrétise pas[79].
- avec Toyota de 2001 à 2021 pour les petites voitures assemblées à Kolin : Aygo, 107/108, C1[184].
- avec Mitsubishi pour des SUV. Christian Streiff étend le partenariat à la construction en commun de l'usine PSA de Kalouga et aux recherches sur les véhicules électriques. Le partenariat ne sera pas reconduit au-delà de 2018[185].
- avec Dongfeng dans le cadre d'une coentreprise en Chine ainsi que pour produire un pick-up léger dès 2018[185].
- avec Chang'an pour produire dès fin 2012 la marque DS, des véhicules low-cost et des utilitaires légers[46]. En 2017, un accord est signé dans le but d'installer la marque DS en Chine[186].
- avec Saipa en juillet 2016 dans le but de fabriquer et commercialiser des véhicules de la marque Citroën sur le marché iranien[187].
- avec CK Birla Group (en) en janvier 2017 pour constituer deux coentreprises, destinées dans un premier temps à produire 100 000 véhicules et à terme à installer Groupe PSA sur le marché indien, qui devient de plus en plus important pour les constructeurs[119].
- avec General Motors en 2012[188] pour produire des SUV, puis en mars 2017, pour le rachat de Vauxhall et d'Opel.

#### Anciennes coopérations
- avec Fiat et Tofaş pour des petits utilitaires légers : Nemo, Bipper et Fiorino. La fin de cette coopération est effective en 2017[163] et ces modèles sont remplacés par des véhicules produits dès 2018 à Vigo en coopération avec Opel[163].

### Implantations du groupe

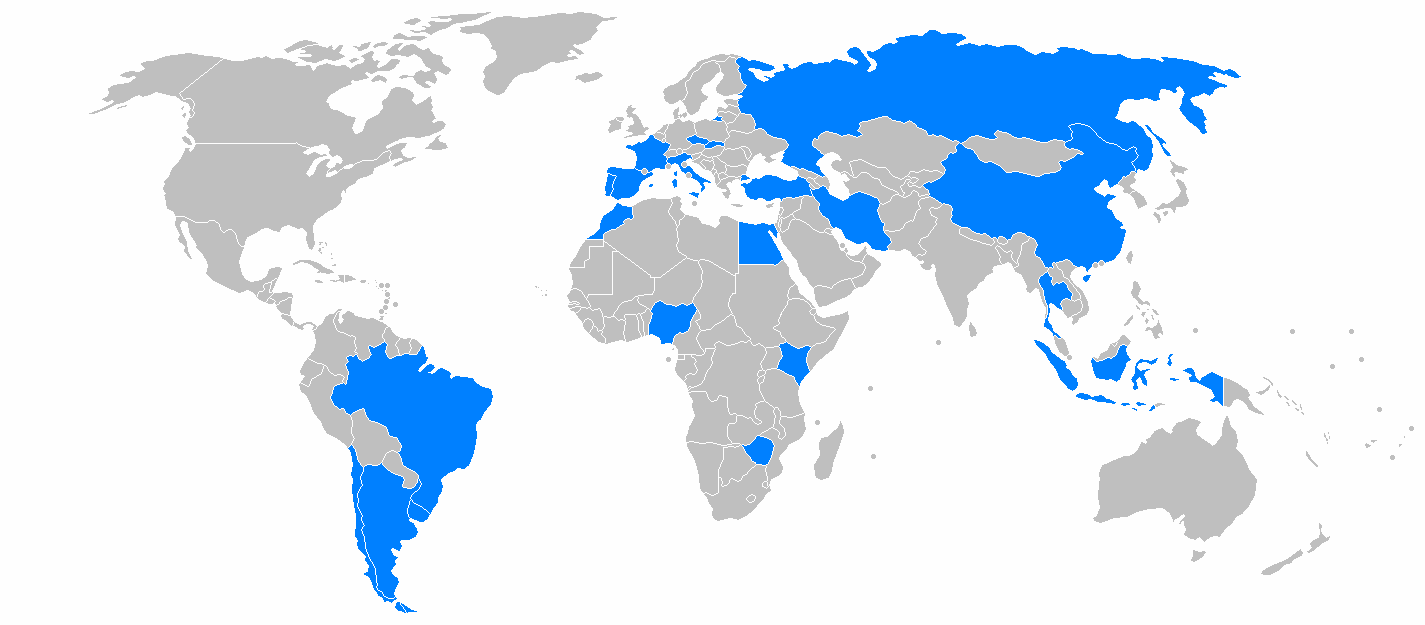
Implantations industrielles du groupe PSA dans le monde en 2008.

Les usines de productions/assemblages de véhicules du groupe sont :
- en France : Poissy, Sochaux (la plus grande de France[189], la 2e en Europe), Mulhouse-Sausheim, Rennes (la Janais), Valenciennes (avec Fiat jusqu'à 2012).
- en Allemagne: Rüsselsheim am Main, Eisenach.
- en Espagne: Vigo[190], Madrid-Villaverde (Espagne), Saragosse[191].
- en Angleterre: Ellesmere Port, Luton
- dans le reste de l'Europe : Mangualde (Portugal), Kolin (République tchèque avec Toyota), Trnava (Slovaquie), Val di Sangro (avec Fiat) (Italie), Kalouga (Russie), Gliwice (Pologne).
- sur d'autres continents : Buenos Aires (Argentine), Porto Real (Brésil), Wuhan I, II et III (Chine), Iran Khodro (partenaire Peugeot en Iran),  Turquie (utilitaires Bipper et Nemo avec Fiat et Tofaş). De 1996 et 2000, PSA fait fabriquer 30 000 Citroën AX sous licence par le constructeur malaisien Proton[192].
- productions mineures : Kostanaï (Kazakhstan)[193], Kaduna (Nigeria), Le Caire (Égypte), au Viêt Nam en partenariat avec Thaco[192], Wukro (Èthiopie) pour un assemblage CKD en coopération avec Mesfin Industrial Engineering[194], Uruguay, Chili, Indonésie, Thaïlande, Zimbabwe, Kenya.

Si PSA assure la majorité de sa production dans ses propres usines ou celles de ses coentreprises (en Chine et en Tchéquie), plusieurs centaines de milliers d'unités sont produites en kit annuellement en Iran jusqu'à leur arrêt en 2012. PSA fait aussi assembler des véhicules 206 (depuis 2006), 206+ tricorps (2010) et 408 (en 2011) par le malaisien Naza. En février 2018, PSA prend la majorité de Naza Automotive Manufacturing (NAM) dont l'usine de Gurun a une capacité de 50 000 véhicules par an.
en vue de produire dès 2018 la Peugeot 3008, et le C5 Aircross l'année suivante.
Les principaux pays de production de PSA étaient en 2009 de très loin la France avec 1 220 660 véhicules, suivie de l'Espagne avec 507 312 unités , et de l'Iran avec 336 228 voitures, et enfin la Chine, la Tchéquie et la Slovaquie ont des chiffres comparables, avec respectivement 262 889, 232 140, et 204 124 automobiles. En revanche, l'usine nigériane du groupe est dans un état léthargique, avec seulement 96 voitures assemblées en 2009, tout comme l'unité de production autrichienne du constructeur qui n'a monté que 143 véhicules. De façon surprenante, PSA ne communique pas en 2010 sur son site officiel sur ses activités iraniennes, ni dans son rapport annuel officiel (qui ne comporte qu'une seule mention sur une carte).
En juin 2015, PSA annonce l'ouverture d'une nouvelle usine d'une capacité initiale de 90 000 véhicules par an à Kénitra au Maroc pour y fabriquer des modèles issus de la plate-forme CMP. Pour Carlos Tavares : « Nous nous sommes donné pour ambition de vendre dans cette région un million de véhicules à l’horizon 2025 dans la zone Afrique-Moyen-Orient, contre 200 000 attendus cette année. Pour ce faire, nous devrons nous appuyer sur des sites de production au cœur des marchés, comme le Maroc, le Nigeria et peut-être demain l’Algérie ». Pour Jean-Christophe Quémard, « Dans notre objectif d’un million de véhicules vendus dans la zone Afrique-Moyen-Orient en 2025, 450 000 le seront en Iran, 200 000 au Maroc et les 350 000 autres exemplaires sur le reste de la zone » avec l'idée de passer pour l'Iran d'un assemblage CKD à une coentreprise détenue à parité. Si la production au Nigéria resta anecdotique, un projet d'implantation en Algérie est signé en novembre 2017. Les usines chinoises pouvant aussi alimenter le continent, Quémard axe ses efforts sur le marketing, l’adaptation des produits aux consommateurs africains et la distribution commerciale.
À la faveur de levée des sanctions internationales contre l'Iran, PSA signe en janvier un accord prévoyant la création d'une coentreprise avec Iran Khodro, abandonnant progressivement le simple assemblage pour se calquer sur le modèle déployé en Chine. Les partenaires doivent investir jusqu’à 400 millions euros en cinq ans. pour ouvrir une nouvelle usine à Téhéran en semestre 2017 pour produire jusqu’à 200 000 véhicules de marque Peugeot (208, 2008 et 301) avec 70 % de pièces produites localement pour le marché local et celui des pays voisins. Pour compenser son départ soudain en 2012, PSA concède 427 millions d’euros de dédommagements à Iran Khodro par le biais de remises ou de réductions sur les royalties à venir. Le 21 juin 2016, la signature de la coentreprise entre PSA et Iran Khodro est officialisée. La marque Citroën prépare un accord avec son ancien partenaire Saipan. En mars 2018, PSA noue un accord avec la Namibie pour l'assemblage à Walvis Bay pour alimenter le marché de l'Union douanière d'Afrique australe (SACU : Botswana, le Lesotho, la Namibie et le Swaziland) avec environ 5 000 véhicules par an à l'horizon 2020 sous les marques Peugeot et Opel
Direction Technique et Industrielle :
- moteurs : Douvrin (avec Renault), Trémery, Xiangyang (Chine) et de moindre importance Porto Real (Brésil), Jeppener (Argentine) et Hérimoncourt, à Tychy en Pologne (ex Opel), Szentgottart (Hongrie). En 2015, PSA produit environ 100 000 moteurs en Amérique du Sud, 800 000 en Chine, pour 2,4 millions en France[208]
- boîtes de vitesses : Metz-Borny, Valenciennes, Aspern (Autriche).
- Fonderie et forge : Caen, Mulhouse-Sausheim, Sochaux, Saint-Ouen, Sept-Fons, Vesoul, Charleville, Xiangyang (Chine).

Sous Carlos Tavares, PSA décide de produire plus de moteurs et transmissions sur les sites terminaux (Trnava, Kénitra et Téhéran et Kashan en Iran à l'horizon 2019) de façon à atteindre un d'intégration locale de 85 % en Amérique latine, 75 % en Eurasie et 70 % en Afrique-Moyen-Orient d'ici à 2021.
Les centres d'études et recherches :
- Vélizy A et ADN, 5 200 employés
- Poissy (CEMR B),
- Sochaux, 2 050 employés
- Carrières-sous Poissy 850 employés[209]
- À Shanghai (Chine) depuis 2008[210].

Les centres d'essais :
- Belchamp, 1 252 employés[211]
- La Ferté-Vidame, 178 employés

Pôle tertiaire :
- Poissy (CEMR A), 4 300 employés[212],[213].

Les centres informatiques se trouvent à Bessoncourt dans le Territoire-de-Belfort, et à Achères dans la Communauté urbaine Grand Paris Seine et Oise.
Les collections patrimoniales, Musée de l'Aventure Peugeot à Sochaux, Centre d'archives de Terre Blanche à Hérimoncourt, la collection de l'aventure automobile à Poissy (CAAPY) et le conservatoire Citroën à Aulnay-sous-Bois, sont externalisées au 1er octobre 2015 et confiés à l'Association de l’Aventure Peugeot, qui bénéficiera d'une subvention de PSA. À la suite de la fermeture de l'usine, les collections d'Aulnay sont destinées à rejoindre Poissy.

### Principales anciennes implantations
En 1973, le site historique de Citroën à Paris sur le quai de Javel cède la place au site de Aulnay-sous-Bois.
Les années 1980 voient la fermeture de nombreuses unités héritées de Citroën (Gutenberg-Paris 15e, 1980 ; Mulhouse, 1983 ; Clichy-la-Garenne, 1985 ; Nanterre, 1985 ; Levallois, 1988 ; Reims, 1992), héritées de Talbot (Linwood, 1981 ; Centres d’études de Whitley, 1983 ; Stocke, 1984 ; Bondy, 1984 ; La Rochelle, 1984 ; Sully-sur-Loire, 1985 ; Vernon, 1985 ; Mortefontaine (Simca), 1985 ; Valenciennes-Hordain, 1987), ainsi que les usines étrangères de Belgique (Citroën), d’Afrique du Sud (Citroën-Peugeot), d’Argentine (Citroën), du Maroc (Citroën), de Yougoslavie (Citroën), de Roumanie (Citroën-Oltcit).
En 2006, la direction annonce la fermeture de Ryton (Grande-Bretagne), effective en 2007, ancienne usine Talbot, héritée du rachat de Chrysler-Europe.
En 2010, fermeture du site d'Asnières-sur-Seine, ancienne usine Citroën qui assurait la production des fameuses suspensions hydropneumatiques.
En 2012, Transfert de la plateforme logistique de Melun-Sénart vers le magasin de pièces détachées à Vesoul.
En 2014, fermeture du site d'Aulnay-sous-Bois, ainsi que ceux de Vélizy B et Meudon .
En 2017, avec le départ du siège de l'avenue de la Grande-Armée à Paris pour Rueil-Malmaison, les 3 000 salariés du pôle tertiaire de Poissy (CEMR A) sont rejoints en septembre par 1 300 employés venus d'autres sites de région parisienne et Paris (Fructidor, Le Moncey,...) .
En 2018, avec le départ du site de La Garenne-Colombes, les 2 200 salariés s'installent au centre d'expertise de Poissy (CEMR B) et au centre d'essais de Carrières-sous-Poissy en juillet. Ces centres regroupent les activités de recherche et de développement dans la motorisation des véhicules.

### Retour aux États-Unis
Après la présentation du plan stratégique de redressement Push to Pass en avril 2016 par Carlos Tavares, celui-ci a annoncé le retour de Peugeot aux États-Unis après 25 ans d'absence sur ce marché, le départ ayant eu lieu en 1991 avec la Peugeot 505 et Peugeot 405 comme derniers véhicules commercialisés par le groupe aux États-Unis. Le plan du retour s'étale sur dix ans avec un retour sur le sol américain du constructeur prévu en 2026. Le projet se décline en 3 étapes : la mise en place de services de mobilité avec Free2Move (vélo, scooter ou voiture), le lancement de services de mobilité avec des véhicules du groupe PSA et le retour de la commercialisation de véhicules du groupe PSA répondants aux normes américaines. PSA annonce l'implantation du siège social de sa nouvelle filiale PSA North America à Atlanta en Géorgie pour février 2018. En 1962, son prédécesseur Peugeot, Inc. était basé à Long Island dans l'État de New York.
Le 25 octobre 2018, PSA officialise son retour aux États-Unis avec le lancement de son offre Free2Move, un service d'autopartage. En attendant que les véhicules du groupe soient homologués, le service proposera des voitures de la marque Chevrolet. Cette nouvelle tentative d'entrer dans le marché américain intervient vingt-sept ans après le départ de Peugeot. Il n'est pas encore décidé quelle marque du groupe sera diffusée aux États-Unis.

### Principaux marchés
Le Groupe PSA est un groupe international. En 2014, les dix pays où ses ventes de véhicules ont été les plus élevées sont  :
1. Chine : 734 000
2. France : 637 682
3. Royaume-Uni : 255 036
4. Espagne : 158 642
5. Italie : 144 355
6. Allemagne : 124 653
7. Belgique-Luxembourg : 95 289
8. Brésil : 86 959
9. Argentine : 84 371
10. Pays-Bas : 64 922

En 2017, le groupe connaît une forte chute sur le marché chinois : Peugeot recule de 28 % à 216 900 unités vendues, Citroën de 49 % à 110 800 unités et DS à seulement 5 600, faute de SUV et d'un réseau commercial performant.

### Récompenses

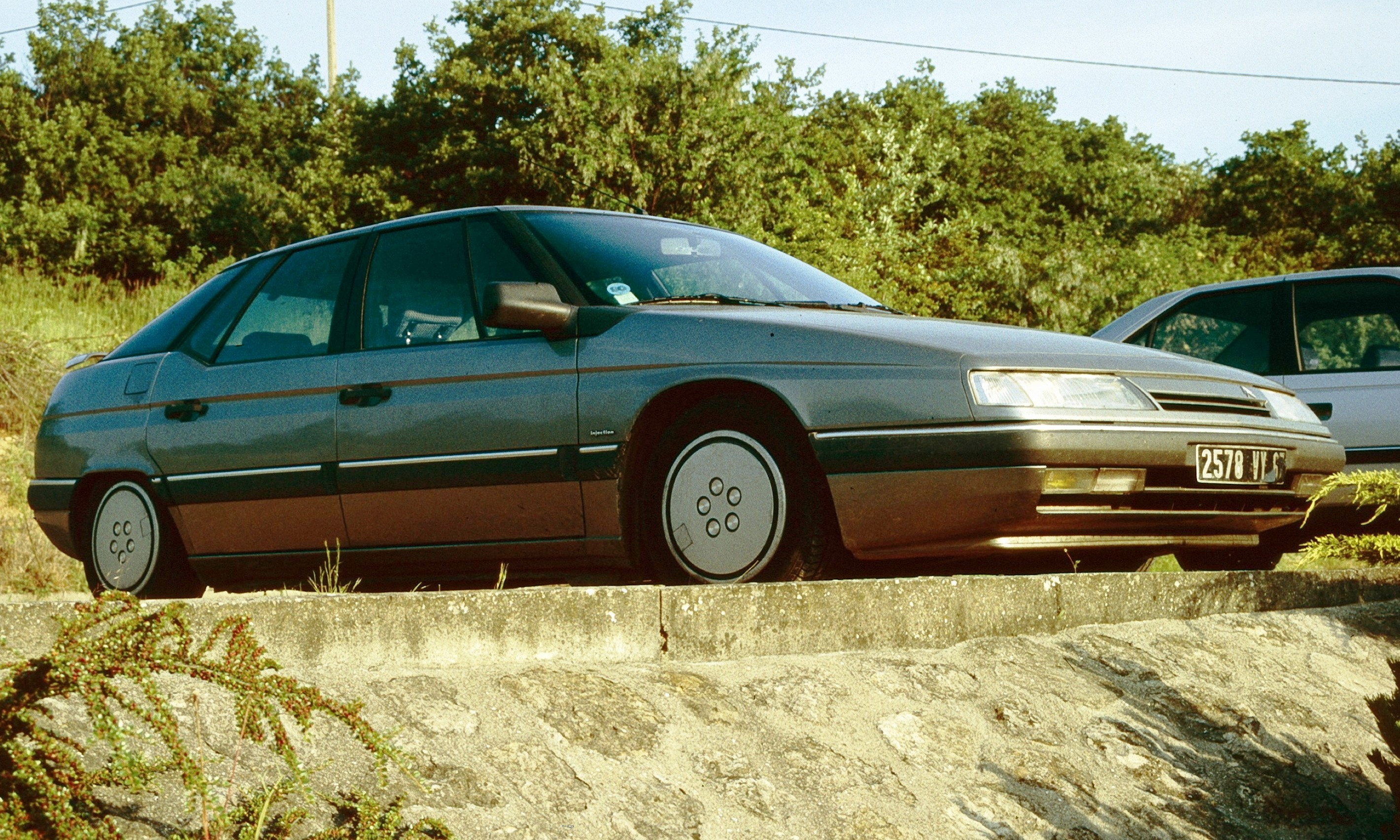
Citroën XM, Voiture de l'année en Europe en 1990.

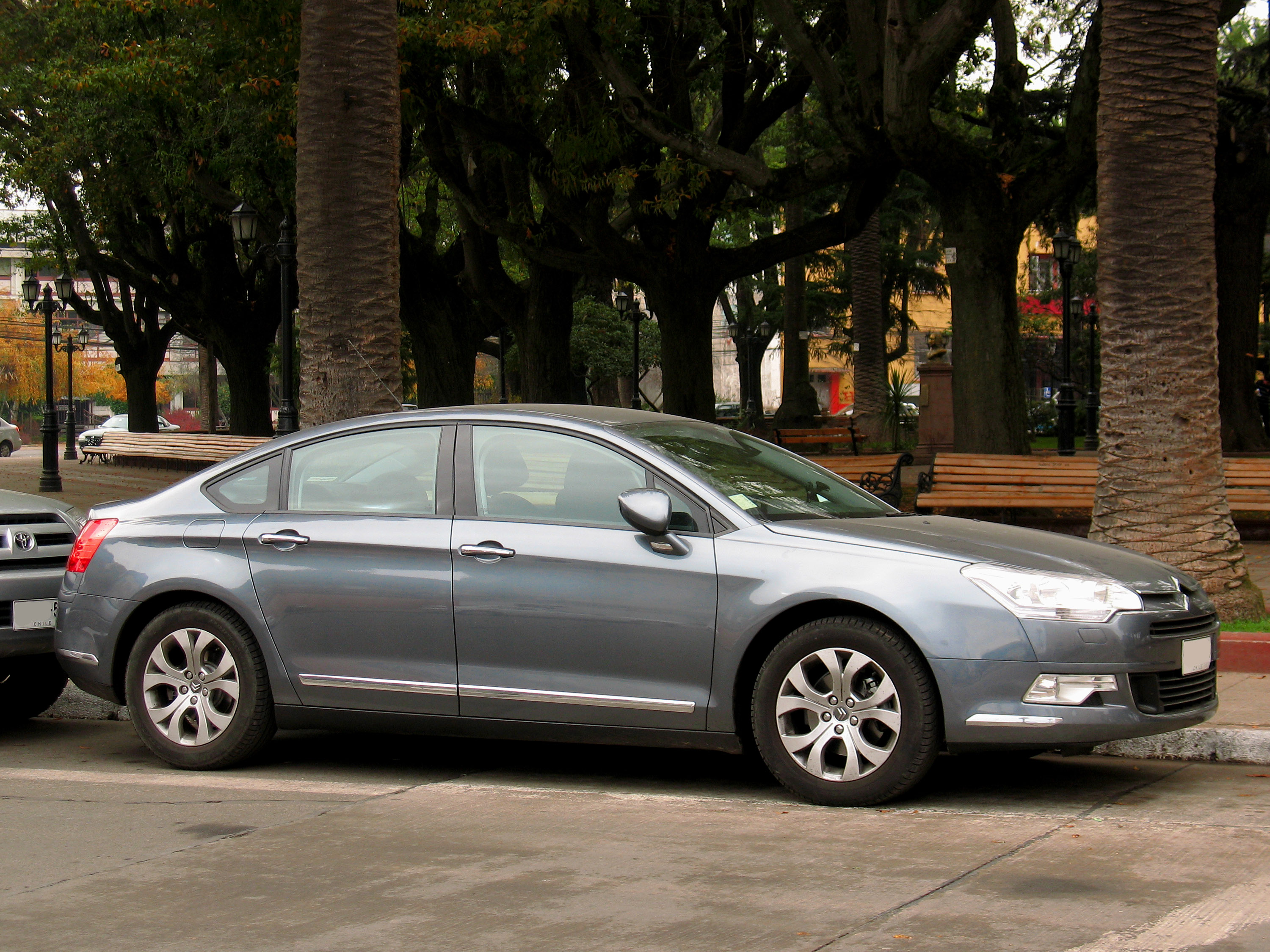
Citroën C5, Voiture de l'année en Espagne et en Irlande en 2009.

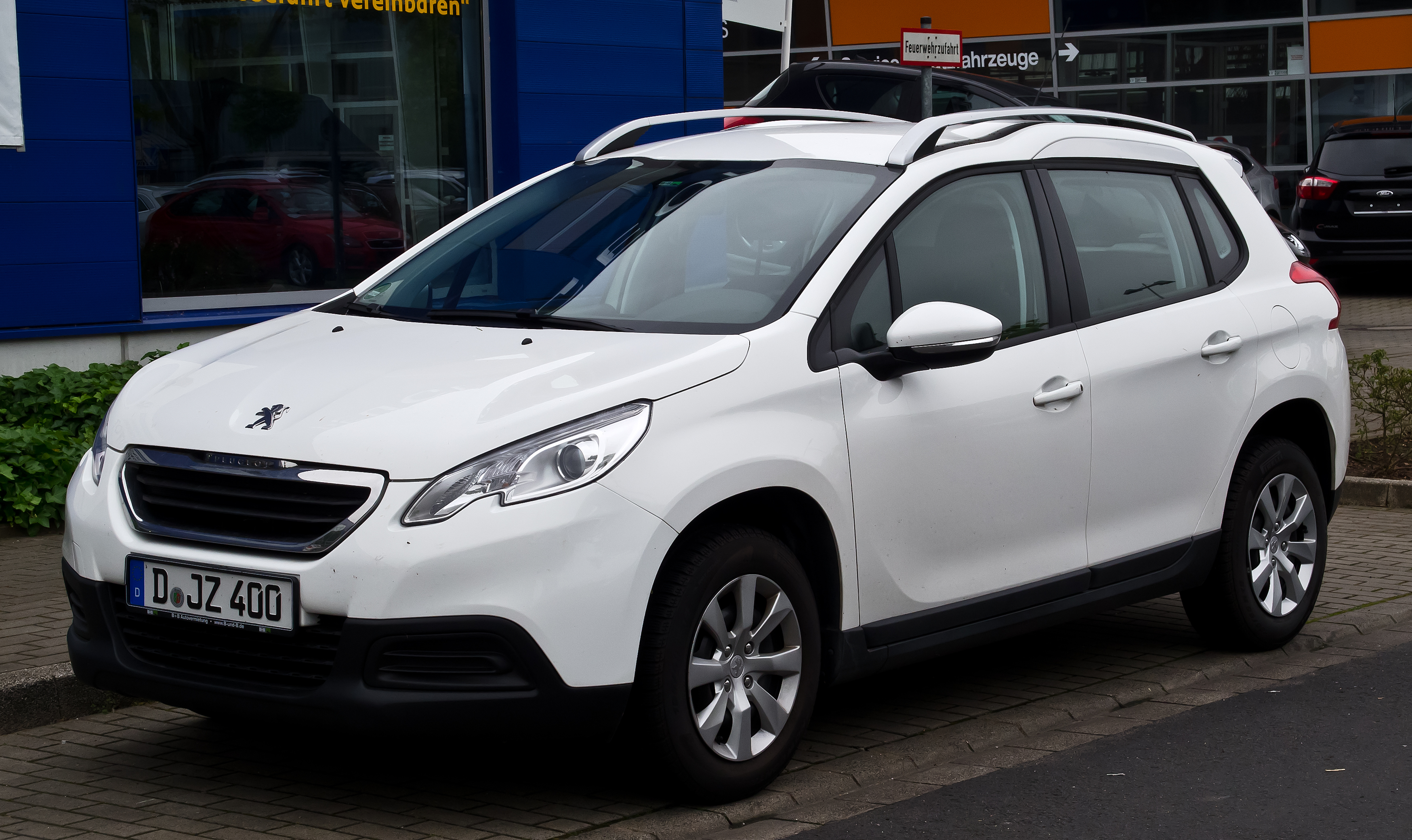
Peugeot 2008, Voiture de l'année en Italie, Espagne, et SUV de l'année en Belgique, Irlande, Malaisie

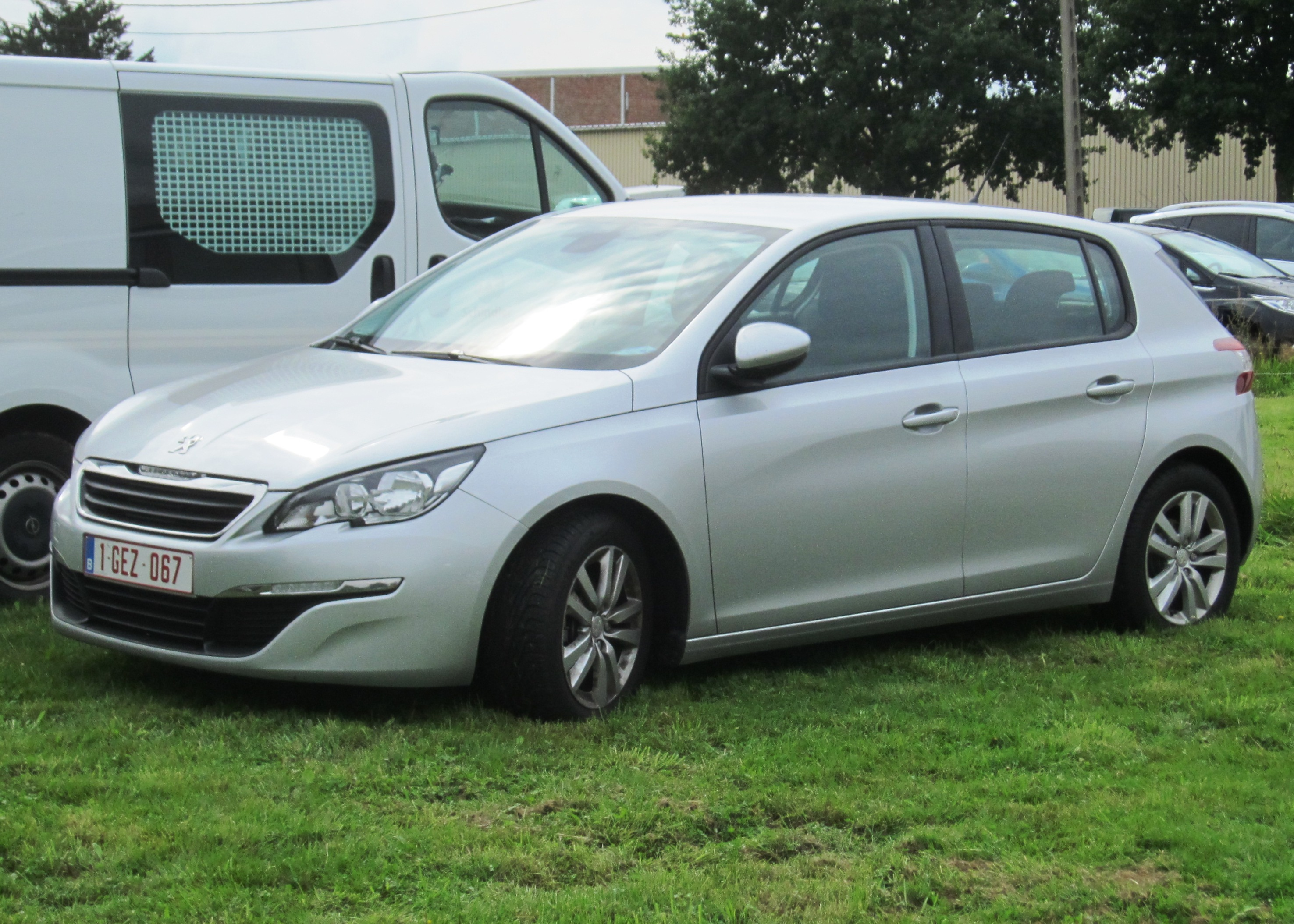
Peugeot 308, Voiture de l'année en Europe en 2014, et en Espagne, en Suisse.

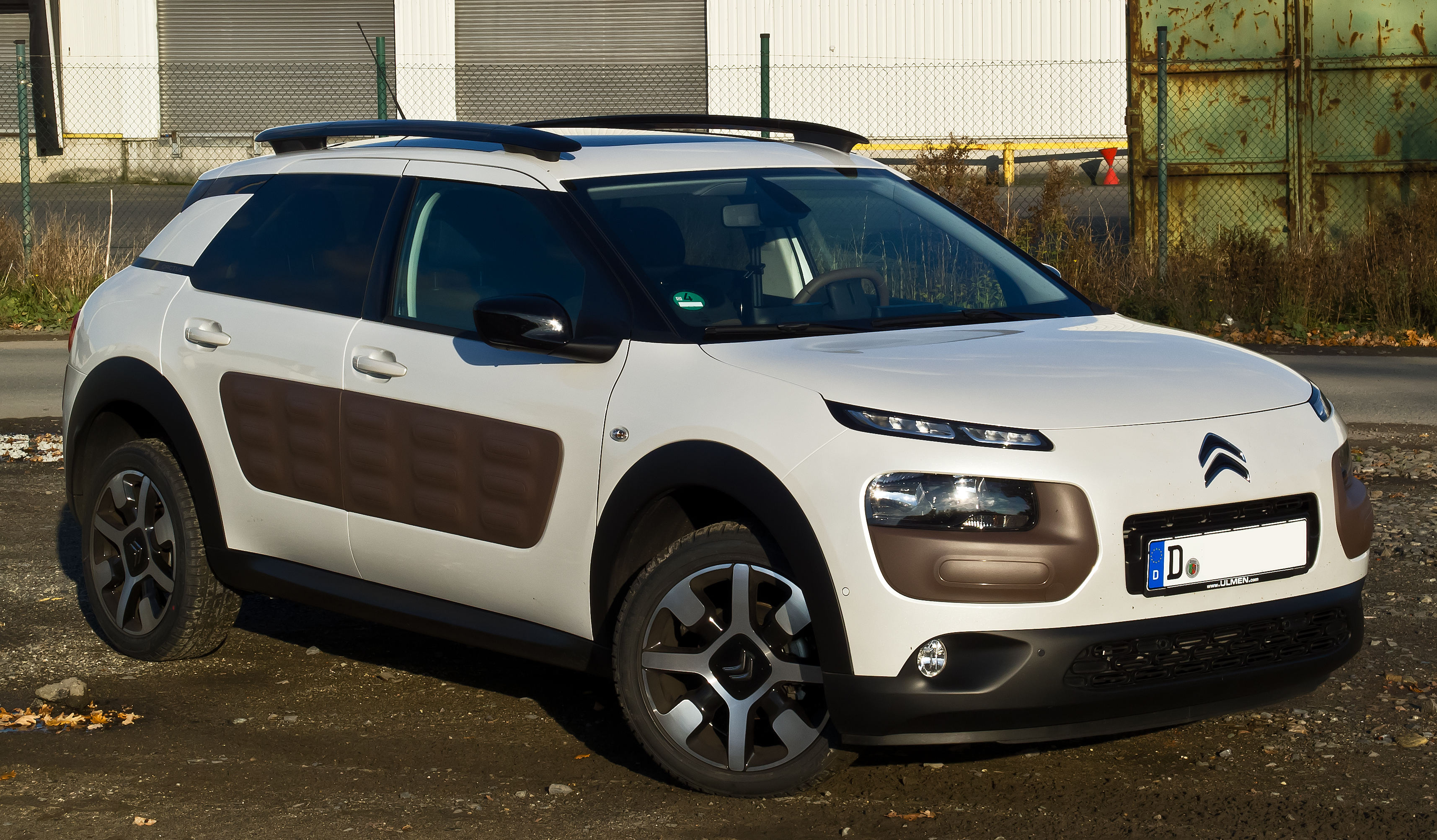
Citroën C4 Cactus, Voiture de l'année en Espagne et au Danemark.

#### Voiture de l'année aux États-Unis
La Citroën SM a remporté le trophée de la Voiture de l'Année Motor Trend en 1972.

#### Voiture de l'année en Europe
Neuf véhicules du groupe PSA ont été couronnés par le Trophée européen de la voiture de l'année, considéré comme le prix le plus prestigieux en Europe :
- 1969 – Peugeot 504
- 1971 – Citroën GS
- 1975 – Citroën CX
- 1988 – Peugeot 405
- 1990 – Citroën XM
- 2002 – Peugeot 307
- 2014 – Peugeot 308
- 2017 – Peugeot 3008
- 2020 – Peugeot 208

Onze véhicules du groupe PSA se sont classés au deuxième ou troisième rangs des votes de ce concours.
- 1971 – Citroën SM
- 1980 – Peugeot 505
- 1984 – Peugeot 205
- 1988 – Citroën AX
- 1992 – Citroën ZX
- 1994 – Citroën Xantia
- 1996 – Peugeot 406
- 1999 – Peugeot 206
- 2003 – Citroën C3
- 2005 – Citroën C4
- 2007 – Citroën C4 Picasso

#### Voiture de l'année en Italie
Le prix de l'Auto Europa est décerné par le jury de l'Union italienne des journalistes automobiles (UIGA), qui récompense chaque année la meilleure voiture produite à au moins 10 000 unités dans vingt-sept pays de l'Union européenne et commercialisés entre septembre et août de l'année précédente.
- 1990 – Citroën XM
- 1992 – Citroën ZX
- 1994 – Citroën Xantia
- 2001 – Citroën Xsara Picasso
- 2002 – Citroën C5
- 2003 – Citroën C3
- 2005 – Citroën C4
- 2007 – Peugeot 207
- 2010 – Peugeot 3008
- 2012 – Citroën DS4
- 2013 – Peugeot 208
- 2014 – Peugeot 2008
- 2015 – Peugeot 308

#### Voiture de l'année en Espagne
- 1974 – Citroën GS
- 1977 – Citroën CX
- 1981 – Talbot Horizon
- 1984 – Citroën BX
- 1985 – Peugeot 205
- 1988 – Citroën AX
- 1992 – Citroën ZX
- 1994 – Citroën Xantia*
- 1999 – Peugeot 206
- 2002 – Peugeot 307
- 2003 – Citroën C3
- 2004 – Citroën C2
- 2005 – Peugeot 407
- 2006 – Peugeot 1007
- 2007 – Peugeot 207
- 2009 – Citroën C5
- 2012 – Peugeot 508
- 2013 – Peugeot 208
- 2014 – Peugeot 2008

(*) : la Renault Twingo I fut aussi élue gagnante du trophée en 1994

#### Voiture de l'année en Irlande
- 1997 – Peugeot 406
- 1998 – Citroën Xsara
- 2009 – Citroën C5
- 2010 – Peugeot 3008
- 2014 – Citroën C4 Picasso

#### Taxi de l'année en France
- 2005-2006 – Peugeot 407 SW 2.0 HDi 16v (Catégorie Break)
- 2007-2008 – Peugeot 407 SW 2.2 HDi 170 (Catégorie Break)
- 2008-2009 – Citroën C5 2.0 HDi 138 (Catégorie Berline)
- 2010-2011 – Peugeot 5008 1.6 HDi 110
- 2013-2014 – Citroën C4 Picasso e-HDi 115
- 2014-2015 – Peugeot 308 SW 2.0 BlueHDi 150

## Ventes par année
Les ventes du groupe PSA (cumul des ventes de Citroën, DS, Peugeot) ont augmenté en 2016 :
|       | Région    | Région    | Région                   | Région                  | Région          | Région            | Région  |
| Année | Monde     | Europe    | Chine et Asie du Sud-Est | Moyen-Orient et Afrique | Amérique Latine | Inde et Pacifique | Eurasie |
| ----- | --------- | --------- | ------------------------ | ----------------------- | --------------- | ----------------- | ------- |
| 2018  | 3 877 765 | 3 106 160 | 262 583                  | 291 998                 | 175 257         | 26 479            | 15 288  |
| 2017  |           |           |                          |                         |                 |                   |         |
| 2016  | 3 146 382 | 1 930 258 | 618 352                  | 383 489                 | 183 907         | 19 886            | 10 490  |
| 2015  | 2 972 999 | 1 863 977 | 735 948                  | 180 207                 | 157 078         | 23 789            | 12 000  |
| 2014  | 2 938 372 |           |                          |                         |                 |                   |         |
| 2013  | 2 819 000 |           |                          |                         |                 |                   |         |
| 2012  | 2 965 000 |           |                          |                         |                 |                   |         |

## Filiales

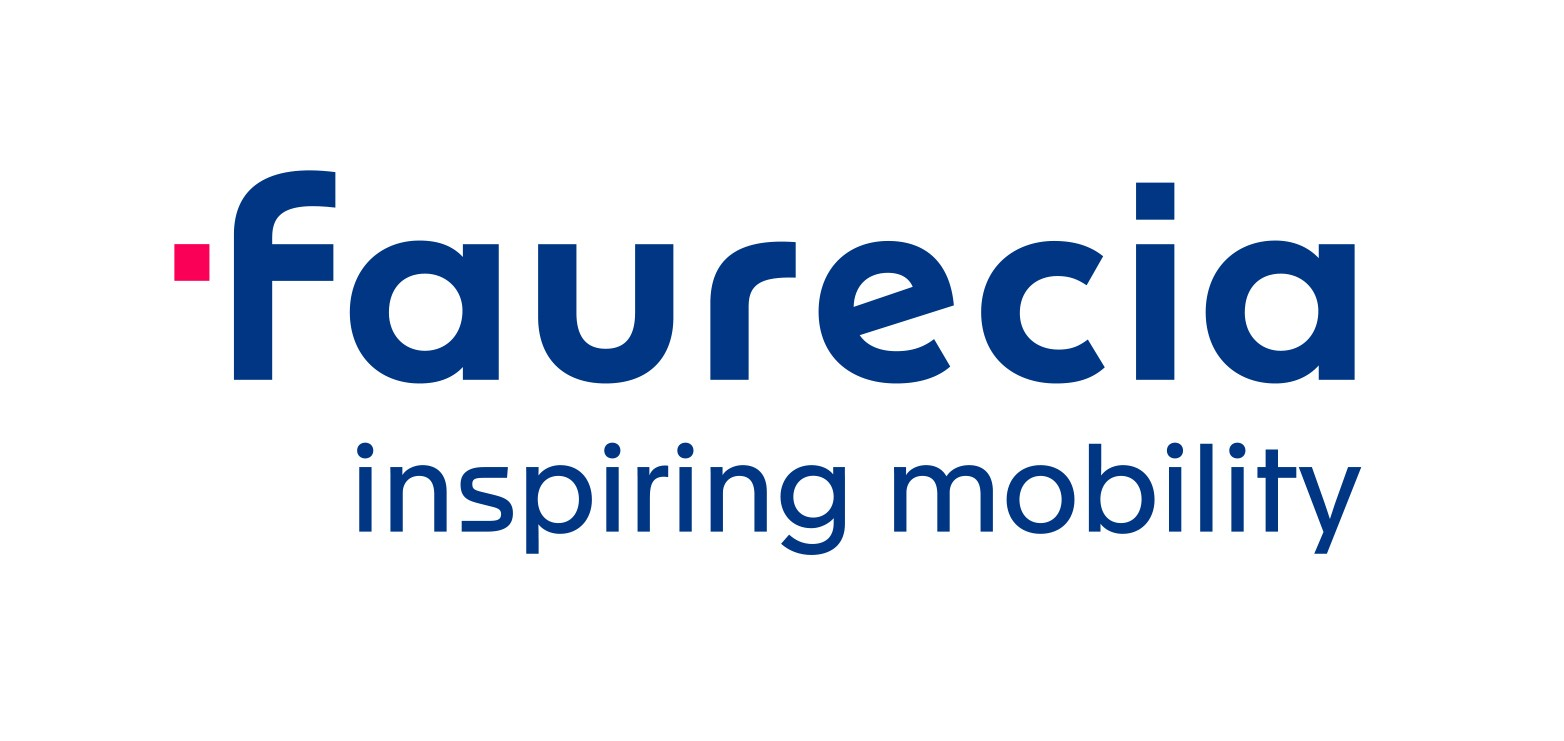
Logo de Faurecia

Logo de GEFCO

### Filiales et coentreprises
- Banque PSA Finance : financement de crédit à la consommation pour l'automobile et proposition de comptes d'épargne
- EuroRepar Car Service : réseau de réparateurs automobiles agréés multi-marque[228]
- Faurecia : quatrième équipementier automobile mondial
- GEFCO : entreprise franco-russe de logistique et de transport
- PSA Retail : réseau de vente et réparation des marques Peugeot, Citroën et DS
- Mister Auto : vente sur Internet de pièces détachées automobiles que PSA souhaite développer en Amérique du Sud et en Chine[229] en se basant sur sa présence logistique dans ces régions
- Peugeot Motocycles est depuis début 2015 détenu à 49 % par PSA, le solde étant la propriété du conglomérat indien Mahindra & Mahindra
- Peugeot Citroën Moteurs[230], anciennement Indenor : spécialiste de la conception de moteurs depuis 1898
- Peugeot Scooters
- Peugeot Cycles
- Process Conception Ingénierie
- WeDrive.mobi[231] : service de covoiturage reposant sur une communauté d’utilisateurs

### Coentreprises
PSA a établi des coentreprises en Iran avec Iran Khodro, en Chine, avec Dongfeng Peugeot-Citroën Automobiles (DPCA), Chang'an Automobile (CAPSA) et Guangzhou Automobile. En 2017, le groupe signe un accord avec Hindustan Motors afin de revenir en Inde à partir de 2020.

### Optimisation fiscale via Malte
En juin 2017, dans le cadre des Malta Files, le journal Mediapart et le réseau d'investigation européen European Investigative Collaborations révèlent que PSA (de même que son concurrent Renault) a localisé via une filiale à Malte — un paradis fiscal — nommée PSA Services Limited ses activités d'assurance à des fins d'optimisation fiscale. Cette pratique, légale mais « choquante » selon Mediapart, a permis au constructeur automobile d'économiser 57 millions d'euros d'impôts entre 2009 et 2013, via un mécanisme de l'État maltais : celui-ci rembourse une grande part des impôts qu'il ponctionne sur les sommes versées par une entreprise à ses actionnaires, faisant chuter le taux d'imposition réel à environ 5 % contre 33,3 % en France. PSA indique en réponse que ses filiales maltaises ont été « examinées et validées par les services fiscaux européens des différents États membres ».

### Chine

#### Histoire
- En 1992, PSA Groupe constitue une coentreprise avec Dongfeng Motors pour l’assemblage des Citroën ZX en Chine (DCAC) : une usine terminale est installée dans la province de Hubei, à Wuhan. Les activités mécaniques sont basées à Xiangfan.
- En 2002, Dongfeng Motors et PSA Peugeot Citroën créent DPCA, coentreprise élargissant leur coopération en Chine (production de véhicules Peugeot et Citroën).
- En 2010, le groupe signe un accord de coentreprise avec China Changan Automobile Group en Chine (approuvée en juillet 2011 par les autorités chinoises) afin de commercialiser les véhicules de DS.
- En 2013, PSA Peugeot Citroën inaugure une nouvelle usine à Shenzhen (Chine) en coentreprise avec Changan Automobile Group.
- En 2014, a lieu la signature des accords définitifs entre PSA Peugeot Citroën, Dongfeng Motor Corporation, l'État français, EPF et FFP afin de sauver PSA Peugeot Citroën, alors au bord de la faillite[235].
- En 2020, PSA se retire de CAPSA[236]

#### Implantations
PSA Groupe est fortement implanté en Chine avec ces deux partenaires Dongfeng à travers DPCA et Changan à travers CAPSA. Le Groupe PSA produit ses véhicules à travers 7 usines en Chine : 5 usines dans le partenariat DPCA, implantées à Wuhan, Shanghai, Beijing, Chengdu, Guangzhou et 2 usines à Shenzhen, Shanghai grâce au partenariat CAPSA.
En décembre 2017, PSA annonce un remaniement du comité exécutif. Carlos Gomes est nommé à la tête de la région Chine, et Denis Martin s'en va.
Ce pays était le deuxième plus gros producteur de véhicules pour le groupe avec 688 300 en 2015, contre 972 400 pour la France la même année, avant un retournement de tendance qui a amené à un effondrement des ventes avec seulement 64 000 voitures au premier semestre 2019 contre 742 000 sur l'année 2014, soit une part de marché tombée à 0,5 %.

### Iran
- Iran Khodro

Le 4 juin 2018, le groupe annonce son retrait du marché iranien qui représente son premier marché étranger. 444 600 véhicules vendus en 2017, soit 12 % de son volume mondial de ventes. Ce retrait est causé par la mise en application des sanctions américaines à la suite de l'annonce du président Donald Trump du retrait américain de l'Accord de Vienne sur le nucléaire iranien et « afin de se conformer à la loi américaine d’ici le 6 août 2018 »,.

### Inde
Une première coopération avait été nouée par PSA avec Premier pour produire de 1990 à 1997 la Peugeot 309 à Kalian, à 50 kilomètres de Bombay, mais ce modèle était trop cher pour le marché indien. Dès son arrivée à la tête de PSA en 1997, Jean-Martin Folz mit fin à cette démarche. PSA avait envisagé un retour en 2011, en construisant une usine dans l'Etat du Gujarat, mais ce projet onéreux fut suspendu en 2012, en raison des difficultés financières du groupe.
En juin 2015, PSA Peugeot Citroën et le groupe Bolloré ont annoncé la création d'une coentreprise pour l'autopartage de véhicules électriques ou à faibles émissions de CO2, ainsi qu'une coopération dans le domaine des véhicules électriques. Le cabriolet Bluesummer sera fabriqué à l'usine PSA de Rennes à partir de septembre 2015 pour une capacité de 3 500 véhicules par an.
En février 2017, PSA achète pour 800 millions de roupies (11 millions d'euros) la marque défunte à Hindustan Motors, propriété du groupe CK Birla, nouveau partenaire de PSA en Inde. En novembre 2018, PSA et Avtec (groupe CK Birla), associés à parité, inaugurent l'usine de Hosur (Tamil Nadu) qui doit produire des groupes motopropulseurs avec une capacité initiale de 300 000 transmissions et 200 000 moteurs avec 800 salariés. En avril 2019, à l'occasion du salon de Genève, le groupe PSA fait savoir que la marque Citroën est officiellement lancée en Inde et la directrice générale Linda Jackson annonce qu'à partir de 2021, le groupe PSA lancera un modèle par an dans le pays. L'usine doit fabriquer avant fin 2021 un modèle spécifique développé sur la toute nouvelle plate-forme CMP réservé aux pays émergents, qui pourra être produit sur d'autres sites.

## Actionnariat

### Famille Peugeot
Les membres de la famille Peugeot détenaient au 31 décembre 2009 par divers biais 30,30 % des actions, mais 45,40 % des droits de vote. Et depuis que l'entreprise regagne de l'argent, la famille (et la Société PSA elle-même) ne cesse de racheter des actions pour renforcer son contrôle qui s'était amoindri lorsque la situation était compromise au début des années 1980. La holding familiale Société Foncière Financières et de Participations détient à elle seule 22,13 % du capital du groupe à fin 2009. Mais depuis le premier trimestre 2012, General Motors a fait son entrée dans le capital à hauteur de 7 % et la famille Peugeot, composée d'environ 300 porteurs de parts, détient désormais 25 % du capital, mais 38,1 % des droits de vote, via deux structures, Établissements Peugeot Frères (EPF) et Société Foncière, Financières et de Participations (FFP).
La famille Peugeot entendait ainsi contrôler le groupe, dont les présidents successifs se sont attachés à garantir l'indépendance. Jean-Martin Folz s'est vigoureusement opposé à une fusion avec un concurrent, y substituant des coopérations, et vantant la stabilité de gestion et la vision de long terme apportée par la famille. Toutefois, Christian Streiff n'a lui pas fermé la porte à une telle union une fois le groupe redressé : « Si nous avions à discuter au niveau du capital, cela serait sans doute plus simple, mais je n'exclus rien ; nous sommes flexibles et très pragmatiques et prêts à examiner tous les dossiers ». Dans une interview accordée au journal italien Il Sole 24 Ore du 3 avril 2008, le président du conseil de surveillance Thierry Peugeot s'est déclaré ouvert « à toutes les formes de croissance, de l'alliance à un accord plus fort ».
En février 2012, il est annoncé une alliance avec GM avec une prise de capital de 7 % dans PSA bloquée à ce montant pour 10 ans sans entrée au conseil de surveillance, la famille Peugeot participant à l'augmentation de capital pour garder 25 %. En décembre 2013, GM revend ses parts.
Le 31 mars 2014, à la suite de l'annonce officielle de l'entrée au capital de l'entreprise chinoise Dongfeng Motor et de l'État français, la famille Peugeot détient 14 % des actions (soit 14 % des droits de vote).

## Direction de l'entreprise

L'ancien siège de PSA, 75 avenue de la Grande-Armée, Paris 16e arr.

Siège de Peugeot depuis 1964, puis de PSA depuis 1976, le bâtiment du 75 avenue de la Grande-Armée est vendu pour 245 millions d'euros mis en leasing en 2012 puis PSA annonce le quitter pour s'installer à Rueil-Malmaison au 1er septembre 2017, dans un bâtiment de 15 000 m2 dessiné par l’architecte Jean-Michel Wilmotte, et devant accueillir 800 salariés. La première pierre est posée en janvier 2016 par Carlos Tavares. Si 600 salariés intègrent le site de Rueil, 1300 autres sont envoyés sur le site de Poissy. Le bâtiment accueille la présidence de PSA et les directions des marques du groupe ainsi que la direction financière, les ressources humaines et la communication.

### Directoire
Au 31 juillet 2019, le directoire se compose de 4 personnes, :
- Carlos Tavares, président du directoire, direction des marques
- Jean-Baptiste de Chatillon, directeur financier,
- Maxime Picat, directeur opérationnel Europe
- Jean-Christophe Quémard, directeur qualité

| Portrait                                                                    | Identité                                 | Période | Période | Durée |
| Portrait                                                                    | Identité                                 | Début   | Fin     | Durée |
| --------------------------------------------------------------------------- | ---------------------------------------- | ------- | ------- | ----- |
| Carlos Tavares, 6 mars 2018.                                                | Carlos Tavares (né en 1958)              |         |         |       |
| Pas de portrait sous licence libre disponible pour Maxime Picat.            | Maxime Picat (né en 1974)                |         |         |       |
| Pas de portrait sous licence libre disponible pour Jean-Christophe Quemard. | Jean-Christophe Quemard (d) (né en 1960) |         |         |       |

### Présidents successifs du directoire
- Maurice Jordan : 1965-1972
- François Gautier : 1973[258]-1977[258]
- Jean-Paul Parayre : 1977-1984
- Jacques Calvet : 1984-1997
- Jean-Martin Folz : 1997[13]-2006[19]
- Christian Streiff : 2007[20]-2009

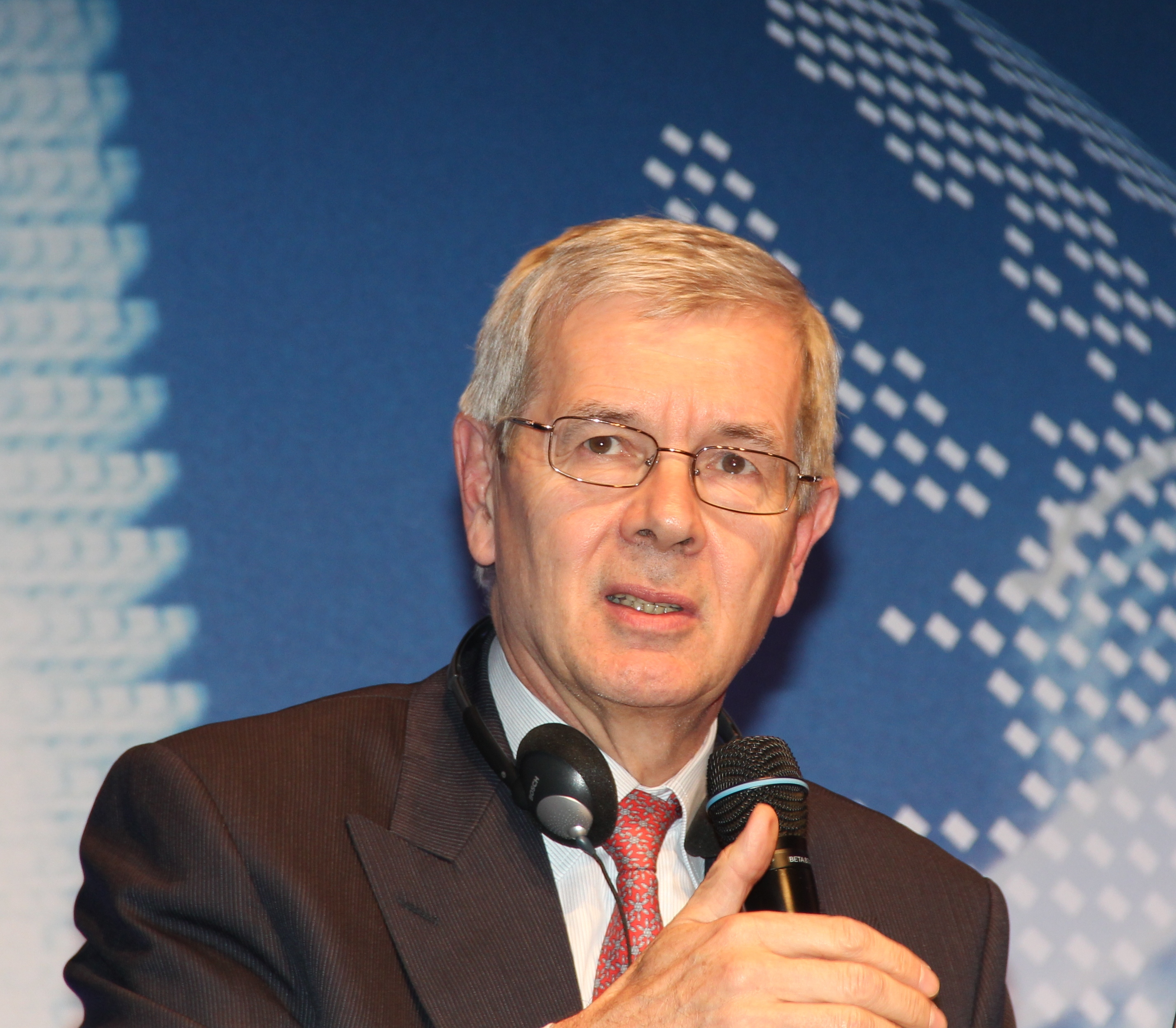
Philippe Varin.

- Roland Vardanega : 29 mars 2009-31 mai 2009 (interim)
- Philippe Varin : 2009[259]-2014[260]
- Carlos Tavares : 2014-2021

| Portrait                                                              | Identité                       | Période          | Période           | Durée                     |
| Portrait                                                              | Identité                       | Début            | Fin               | Durée                     |
| --------------------------------------------------------------------- | ------------------------------ | ---------------- | ----------------- | ------------------------- |
| Maurice Jordan                                                        | Maurice Jordan (1899 - 1976)   | 1965             | 1972              | 7 ans                     |
| François Gautier                                                      | François Gautier (1906 - 2009) | 1973             | 1977              | 4 ans                     |
| Pas de portrait sous licence libre disponible pour Jean-Paul Parayre. | Jean-Paul Parayre (né en 1937) | 1977             | 1984              | 7 ans                     |
| Pas de portrait sous licence libre disponible pour Jacques Calvet.    | Jacques Calvet (1931 - 2020)   | 4 septembre 1984 | 30 septembre 1997 | 13 ans et 26 jours        |
| Pas de portrait sous licence libre disponible pour Jean-Martin Folz.  | Jean-Martin Folz (né en 1947)  | 1er octobre 1997 | 31 janvier 2007   | 9 ans, 3 mois et 30 jours |
| Pas de portrait sous licence libre disponible pour Christian Streiff. | Christian Streiff (né en 1954) | 1er février 2007 | 29 mars 2009      | 2 ans, 1 mois et 28 jours |
| Pas de portrait sous licence libre disponible pour Roland Vardanega.  | Roland Vardanega (né en 1943)  | 29 mars 2009     | 31 mai 2009       | 2 mois et 2 jours         |
| Philippe Varin, 27 mai 2013.                                          | Philippe Varin (né en 1952)    | 1er juin 2009    | 31 mars 2014      | 4 ans, 9 mois et 30 jours |
| Carlos Tavares, 6 mars 2018.                                          | Carlos Tavares (né en 1958)    | 1er avril 2014   | 16 janvier 2021   | 6 ans, 9 mois et 15 jours |

### Conseil de surveillance
Depuis avril 2014, la famille Peugeot, l'État (par le biais de la société d'État SOGEPA) et Dongfeng Motor Corporation représentent chacun 14 % du capital, part qui doit évoluer vers 12 % à la suite de la souscription de bons de souscription d’actions. En conséquence, depuis l'Assemblée générale du 25 avril 2014, le Conseil de Surveillance est composé de 14 membres, 2 par actionnaire de référence, 6 indépendants et 2 représentants des salariés.
- Louis Gallois, président du conseil de surveillance, administrateur indépendant[263]
- Marie-Hélène Roncoroni, vice-président, représentante d’Établissements Peugeot Frères, Vice-Présidente de FFP, administrateur d’Établissements Peugeot Frères, de SAPAR, des Assurances Mutuelles de France et d’ESSO SAF[264].
- Li Shaozhu[265], vice-président, représentant Dongfeng Motor Corporation
- Anne Guérin, Représentante permanente de Bpifrance Participations, vice-présidente[266]
- Gilles Schnepp, Vice-Président du Conseil de Surveillance de Peugeot S.A., Membre Référent du Conseil de Surveillance de Peugeot S.A., Membre du Comité Financier et d’Audit, Président du Comité des Nominations, des Rémunérations et de la Gouvernance / Membre indépendant.
- Pamela Knapp[267], administrateur indépendant
- Christian Lafaye[265], représentant des salariés
- Zang Zutong, Membre, président du comité Asia Business Development
- Daniel Bernard[266], membre[266]
- Robert Peugeot[266], représentant permanent de FFP et Président Directeur Général de FFP.
- Thierry de la Tour d'Artaise, membre
- Catherine Bradley[268], administrateur indépendant, membre du Board du Financial Conduct Authority
- Bénédicte Juyaux, représentante des salariés actionnaires[269]
- Frédéric Banzet[266], censeur
- Alexandre Ossola[266], censeur
- LV Haitao, censeur[266]

### Comité exécutif
Ce comité comprend au total 17 personnes (y compris les membres du directoire)
 :
- Marques
  - Linda Jackson, directrice de la marque Citroën
  - Yves Bonnefont, directeur de la stratégie et de la marque DS
  - Jean-Philippe Imparato, directeur de la marque Peugeot
- Régions
  - Christophe Bergerand, directeur Russie, Ukraine, CEI
  - Emmanuel Delay, directeur Inde-Pacifique
  - Carlos Gomes, directeur Chine et ASEAN
  - Patrice Lucas, directeur Amérique latine
  - Maxime Picat, directeur Europe
  - Samir Cherfan[256], directeur Moyen-Orient et Afrique
- Métiers
  - Michelle Wen, directrice des achats et qualité fournisseurs
  - Gilles le Borgne, directeur Qualité et Ingénierie[271]
  - Olivier Bourges, directeur programme et stratégie
  - Jean-Baptiste de Chatillon, directeur financier
  - Xavier Chéreau, directeur des ressources humaines, digital et immobilier
  - Grégoire Olivier, direction des Services de Mobilité
  - Yann Vincent, directeur Industrie et Chaîne Logistique
  - Brigitte Courtehoux, directrice des services à la mobilité et connectivité
  - Arnaud Deboeuf, directeur de la stratégie industrielle (depuis septembre 2019)[272].

## Politique sociale et environnementale
Le groupe PSA Peugeot Citroën est reconnu comme une entreprise parmi les meilleures dans le domaine de la responsabilité sociale des entreprises. Un classement publié en 2012 par le cabinet spécialisé Vigeo le place en 2e position ex aequo en France. En 2018, l'agence allemande de notation extra-financière Oekom Research, place l'entreprise pour la troisième année de suite, leader du secteur automobile en termes de responsabilité sociale des entreprises. En 2018, ce titre est partagé avec l'entreprise allemande BMW.

### Syndicats
En mars 2006, PSA Peugeot Citroën a signé avec la Fédération Internationale des Organisations de travailleurs de la Métallurgie (FIOM) et la Fédération européenne des métallurgistes (FEM) un accord cadre mondial relatif à la responsabilité sociale du groupe. Cet accord, qui engage également 85 organisations syndicales adhérentes à ces fédérations, formalise les engagements de PSA en faveur des droits humains fondamentaux, dont les libertés syndicales. L'accord est reconduit en mai 2010.

### Diversité et mesures contre les discriminations
En 2004, la société signe un accord de mise en place d'un observatoire de la diversité, en mettant en place des mesures contre la discrimination, notamment dans le recrutement et pour la promotion de l'égalité des chances. Pour mener cette politique au niveau mondial, PSA a recours à des agences de notation salariale. L'entreprise se sert de cette politique aussi pour améliorer son image.

### Politique environnementale
En matière environnementale, outre la pollution atmosphérique qu'il estime en passe d'être maîtrisée notamment par le durcissement des normes européennes d'émission et par l'introduction du filtre à particules sur les moteurs Diesel, Jean-Martin Folz identifie dès 1998 trois défis qui engagent la responsabilité conjointe des constructeurs automobiles et de la collectivité : l'effet de serre, la sécurité routière et la mobilité urbaine. PSA Peugeot Citroën se dote de plan d'actions prioritaires dans ces trois domaines. Un Comité Développement durable est créé en 2002, suivi début 2003 par la création de la Délégation au Développement durable.
Parmi les réalisations notables du groupe PSA en la matière environnementale :
- la création en 1998, en partenariat avec l’État brésilien et l’Office national des forêts, d’un puits de carbone, dispositif de reforestation dans la région de Cotriguaçu, au nord-ouest de l’État du Mato Grosso au Brésil[281],[282]. Sur les dix premières années d’existence, la quantité de CO2 séquestrée est estimée à 53 000 tonnes, soit 5,1 tonnes de CO2/ha et par an en moyenne. La séquestration varie de 2 à 12 tonnes de CO2/ha/an d’une parcelle à l’autre, selon le mode de plantation (espacement) et les essences plantées. Les calculs se basent sur la méthodologie AR/ACM0001 de l’IPCC (International Panel of Experts on Climate Change)[283].
- la création en 2000 de l’Institut pour la ville en mouvement (IVM), organisme voué à la recherche scientifique et à l’innovation en matière de mobilité urbaine.
- l'introduction des premiers filtres à particules sur la Peugeot 607 en 2000 et les modèles ultérieurs.

La politique environnementale du groupe PSA est aujourd'hui intégrée à son engagement de responsabilité sociale des entreprises et inclut notamment la maîtrise de la pollution des sites industriels, recyclage des véhicules en fin de vie.
En 2015, le groupe PSA a été reconnu comme un des leaders français pour la qualité et la transparence des informations environnementales qu'il a mises à disposition des investisseurs et du marché mondial via le CDP (Carbon Disclosure Project), l’ONG de référence en matière de lutte contre le changement climatique. PSA a ainsi intégré l’indice annuel du Climate Disclosure Leadership Index (CDLI), publié le 4 novembre 2015 pour la France et le Benelux, et a été confirmé en "liste A" dans ce classement en 2016.
PSA est par ailleurs leader européen des émissions CO2 les plus faibles avec, sur l'année 2015, une moyenne de 103,5 g/km de CO2, contre une moyenne du marché européen à 119,3 g/km de CO2.
À la suite du scandale Volkswagen, les moteurs Diesel sont vivement critiqués pour leurs émissions polluantes et leur consommation, bien supérieures aux mesures produites par le test d'homologation européen NEDC. Par souci de transparence, le groupe PSA crée un protocole de mesure de consommation plus réaliste avec deux ONG (Transport et Environnement et France Nature Environnement) qu'il applique ensuite à ses véhicules, avec la certification de Bureau Veritas. L'entreprise est la première dans le secteur automobile à communiquer de la sorte les consommations en conditions réelles de ses véhicules.
En 2019, le PDG de l'entreprise, Carlos Tavares, marque son hostilité aux objectifs européens de réduction de la pollution de l’air et des émissions de CO2.

### Sécurité au travail
Les présidents successifs ont réaffirmé leur volonté de maîtriser la sécurité au travail. En 2007, une méthodologie systématique est mise en œuvre pour permettre la prévention des risques psychosociaux. Depuis 2010, le déploiement du "Système de Management de Sécurité et de la Santé au Travail" (SMST) permet d'animer le progrès continu en la matière. Tous les établissements sont engagés dans cette démarche structurée et des engagements individuels concernant la prévention des accidents du travail sont exigés de tous les salariés quel que soit leur niveau de responsabilité.

### Langue de travail
La langue de travail de Groupe PSA est longtemps restée le français, contrairement à de nombreuses multinationales françaises comme Alcatel-Lucent ou Renault. Dans les filiales à l'étranger, c'est la langue locale qui est employée, à l'exception du personnel en lien avec la maison mère qui travaille en français. Ainsi, lorsque le groupe s'est implanté en Slovaquie, il a dispensé des cours de français à ses cadres locaux.
Toutefois, lors du rachat d'Opel, la langue de travail a été brutalement basculée à l'anglais, ce dont les syndicats se sont émus, de même que les défenseurs de la langue française.

### Critique
Des voix se sont élevées pour considérer que le groupe PSA n'avait pas tenu ses propres engagements de responsabilité sociale des entreprises dans l'affaire de la fermeture du centre de production d'Aulnay. En particulier, la CGT a fait état d'un document secret qui lui était parvenu annonçant un an à l'avance la fermeture d'Aulnay et de Sevelnord. PSA n'a pas nié la réalité du document, mais a rappelé qu'il fallait en toute circonstance considérer toutes les alternatives. En définitive, Sevelnord, également menacé de fermeture, a pérennisé son activité malgré le désistement prématuré de Fiat, grâce à un accord avec Toyota qui devient client de PSA à partir de 2013.

### Condamnations judiciaires
Le Groupe PSA, qui a fait de l'éthique un axe fort de sa politique d'entreprise, ne connaît que peu d'affaires judiciaires. Il a cependant été condamné ces dernières années dans plusieurs affaires concernant l'application de certaines dispositions du droit du travail ou au titre de la responsabilité de l'employeur dans le cadre d'accidents du travail, et à une occasion dans une affaire ayant trait au droit de la concurrence.

#### Droit du travail
- En 2003, le conseil des prud'hommes de Bobigny a condamné la direction de l'usine PSA d'Aulnay à requalifier les contrats de travail de six intérimaires en contrat à durée indéterminée (CDI)[295].
- En 2004, l'usine PSA de Poissy a été condamnée pour usage abusif de l'intérim concernant 18 salariés intérimaires travaillant à la Sovab (filiale de Renault)[296]
- En 2007, Le tribunal de Bobigny condamne la société PSA Peugeot-Citroën pour l'embauche illégale de 50 intérimaires depuis le début de la grève à l'usine d'Aulnay-sous-Bois[297].
- En 2014, PSA est condamné à indemniser 113 ex-salariés de son établissement de Melun-Sénart pour licenciement illégal après la fermeture du site en 2012[298].
- En 2014 également, le tribunal de grande instance de Paris a condamné PSA Peugeot Citroën pour inégalité de traitement après le versement d'une prime de fin de conflit à des syndicalistes grévistes de l'usine d'Aulnay[299].

#### Sécurité au travail
- En 2012, PSA a été condamné à 100 000 euros d'amende par le tribunal correctionnel de Montbéliard (Doubs) après le décès en 2007 de l’employé d’un prestataire qui intervenait sur le site de Sochaux[300].
- En 2014, PSA est condamné à 30 000 euros d’amende pour la mort d’un cariste de 30 ans lors d'un accident dans l’usine de Saint-Ouen en 2009[301].

#### Droit de la concurrence
- En 2009, la Cour de justice européenne a condamné le constructeur français et sa filiale néerlandaise à une amende de 44,55 millions d'euros. Pendant près de 7 ans, Peugeot, confronté notamment sur le marché français à la concurrence des mandataires automobiles, avait en effet, demandé à ses concessionnaires néerlandais, dont les prix de vente étaient parmi les plus bas en Europe, de restreindre leurs exportations vers d'autres pays[302].

## Activité de lobbying
Le Groupe PSA adhère aux principes et aux pratiques de lobbying responsable, ce qui implique notamment la transparence de ses positions et une contribution honnête au débat public.

### Auprès de l'Assemblée nationale
Le Groupe PSA est inscrit comme représentant d'intérêts auprès de l'Assemblée nationale. L'entreprise déclare à ce titre qu'en 2015, les coûts annuels liés aux activités directes de représentation d'intérêts auprès du Parlement sont compris entre 150 000 et 200 000 euros. L'entreprise déclare en 2017 avoir exercé des activités de lobbying pour un montant de 350 000 euros.

### Auprès des institutions de l'Union européenne
Le Groupe PSA est inscrit depuis 2011 au registre de transparence des représentants d'intérêts auprès de la Commission européenne. Il déclare en 2015 pour cette activité 2 collaborateurs à temps plein et des dépenses d'un montant compris entre 500 000 et 600 000 euros, et indique avoir reçu sur le même exercice 262 876 euros de subventions de la part des institutions de l'Union européenne.